# 日産・セドリック
セドリック（CEDRIC）は、日産自動車が1960年から2004年まで製造・販売していた乗用車（高級車）である。自家用車のほか、タクシー、ハイヤー、パトカー、教習車としても多く採用され、同クラスのトヨタ・クラウンとは長年の競合車種であった。ボディタイプはセダンとハードトップを基本とし、ライトバンおよびワゴンが年式によりラインナップされた。
3代目230型からは、旧プリンス自動車工業より引き継がれたグロリアと姉妹車の関係になり、2車をあわせて「セド・グロ」と通称された。
なお、2014年11月まで製造・販売されていた同名の営業車についてはセドリック営業車を参照。また、一般、官公庁向けに販売されていた自家用セダンについてはセドリックセダンを参照。

## 初代 30型系（1960年 - 1965年）
ライセンス生産が行われていた日産・オースチンA50ケンブリッジに代わる純国産中型乗用車として開発。ラップアラウンドウィンドウと呼ばれるサイドに回り込んだフロントウインドシールドと前傾したAピラー、縦型デュアルヘッドランプやテールフィンなど、アメリカ車の影響を強く受けたスタイルが特徴。リアコンビネーションランプをはじめとするリアエンドのスタイルにはピニンファリーナがデザインしたオースチンA60ケンブリッジ（1961年 - 1969年）の影響も見られる。
日産初の一体構造車体（ユニットボディ = モノコックボディ）を採用。エンジンは当初はG型直列4気筒1,500 cc（71 ps）、後にH型直列4気筒1,900 cc（88 ps）、K型直列6気筒2,800 cc（115 ps）、直列4気筒2,000 ccのSD20型ディーゼルエンジンが追加された。ブレーキは4輪ドラムブレーキで、前輪ユニサーボ（リーディングシュー）、後輪デュオサーボ（リーディング＆トレーリングシュー）。ステアリングギアボックスはウォームローラー型だった。グレード構成は当初スタンダードとデラックス、後にカスタムとスペシャルを追加。
販売終了前月までの新車登録台数の累計は14万4746台

### 年表
- 1960年4月 - オースチンA50ケンブリッジの後継車種として発売。
- 1960年11月 - ホイールベースと全長を各100 mm延長した1,900 ccのカスタム（G30型）を追加。これは1961年4月に小型自動車の規格が排気量2,000 cc以下、ホイールベース2.7 m以下に変更される事に対応したもの。
- 1961年5月 - 「1900DX」を追加。
- 1961年9月 - マイナーチェンジでフェンダーとフロントグリルの形状を変更。
- 1962年4月 - ワゴンとバンを追加。セダン、ハードトップ含めたフルラインナップは6代目登場まで続く。リヤゲートは電動昇降式のウインドウを下ろした後、下に開く構造である。また、ワゴンは荷室にジャンプシートが設けられており、8人乗りである。このジャンプシートもY30型まで引き継がれている。同時にオートクラッチ付きが設定された。
- 1962年10月 - マイナーチェンジにより4灯式ヘッドランプが縦から横並びに変更され、国産車初のパワーシートも設定された。同時に1900STDも追加された。
- 1963年2月 - 2,800 ccのK型エンジンを積む「スペシャル（50型）」が発売された。カスタムのホイールベースを205 mm、全長を345 mm延長したものである。この50型は後にプレジデントへと発展していく。
- 1963年9月 - マイナーチェンジでフロントグリルの形状が変更された。
- 1964年6月 - 2000ディーゼル（QGS31型）を追加。
- 1964年7月 - ボルグワーナー製3速オートマチック搭載車追加。
- 1964年9月 - マイナーチェンジでフロントグリル、リアコンビネーションランプの形状を変更。
- 1965年2月 - リクライニングシート設定車が追加された。
- 1965年5月 - 一部変更でリアフィニッシャー（装飾）が追加。営業車のフロントブレーキをツーリーディング式に変更。
- 1965年10月 - 2代目にフルモデルチェンジ。スペシャルのみはH150型プレジデントに統合される。

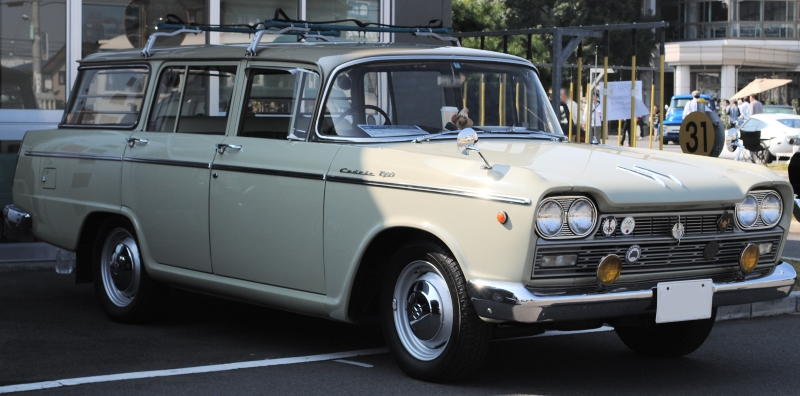
バン
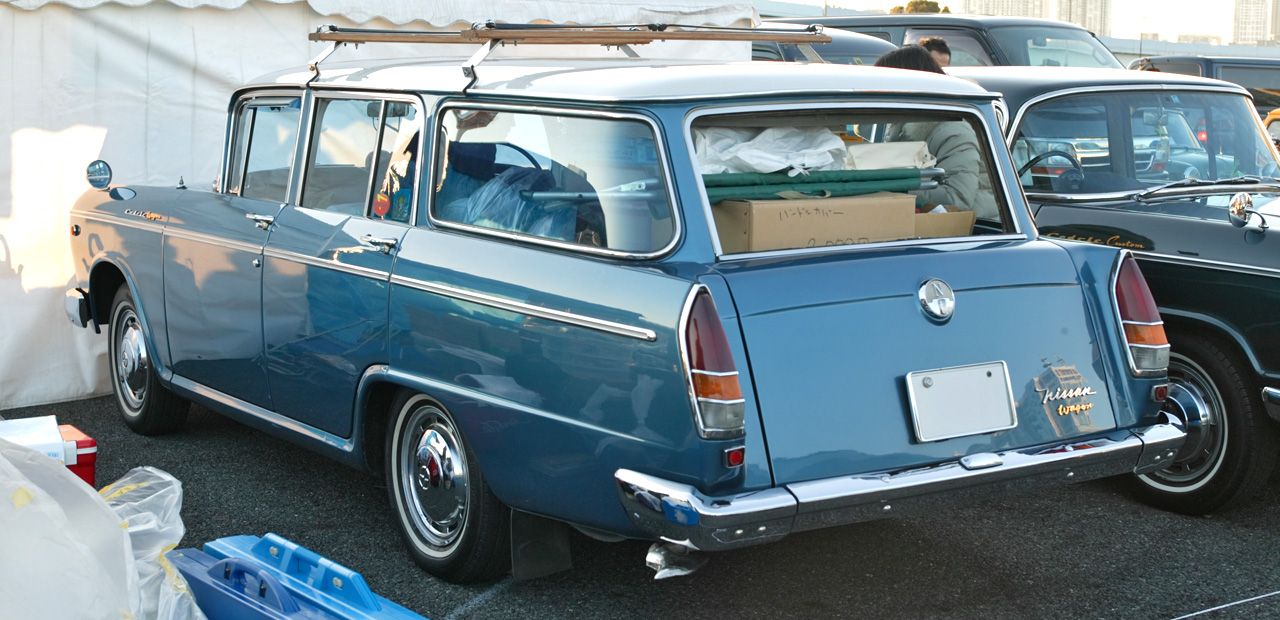
ワゴン（リア）
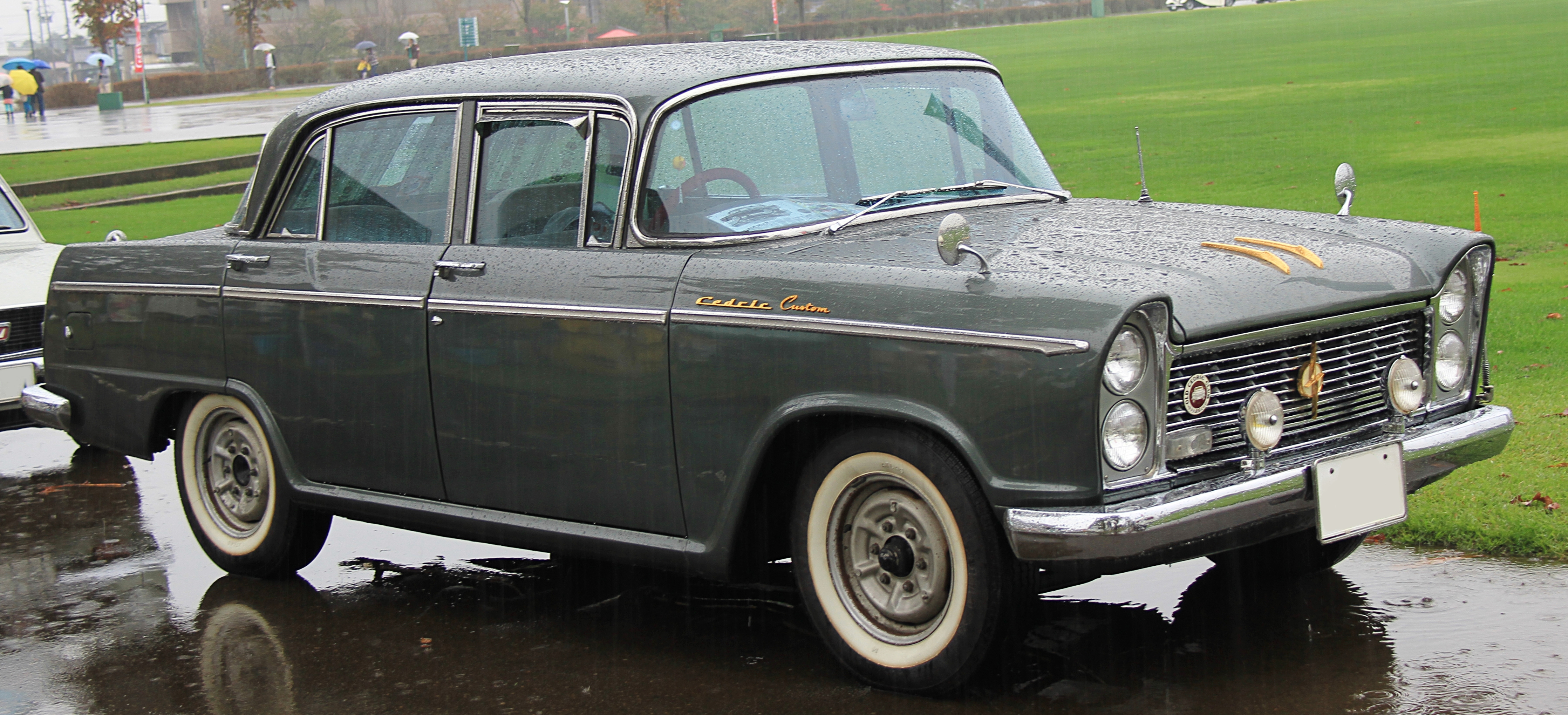
セダン カスタム 1962年式（フロント）
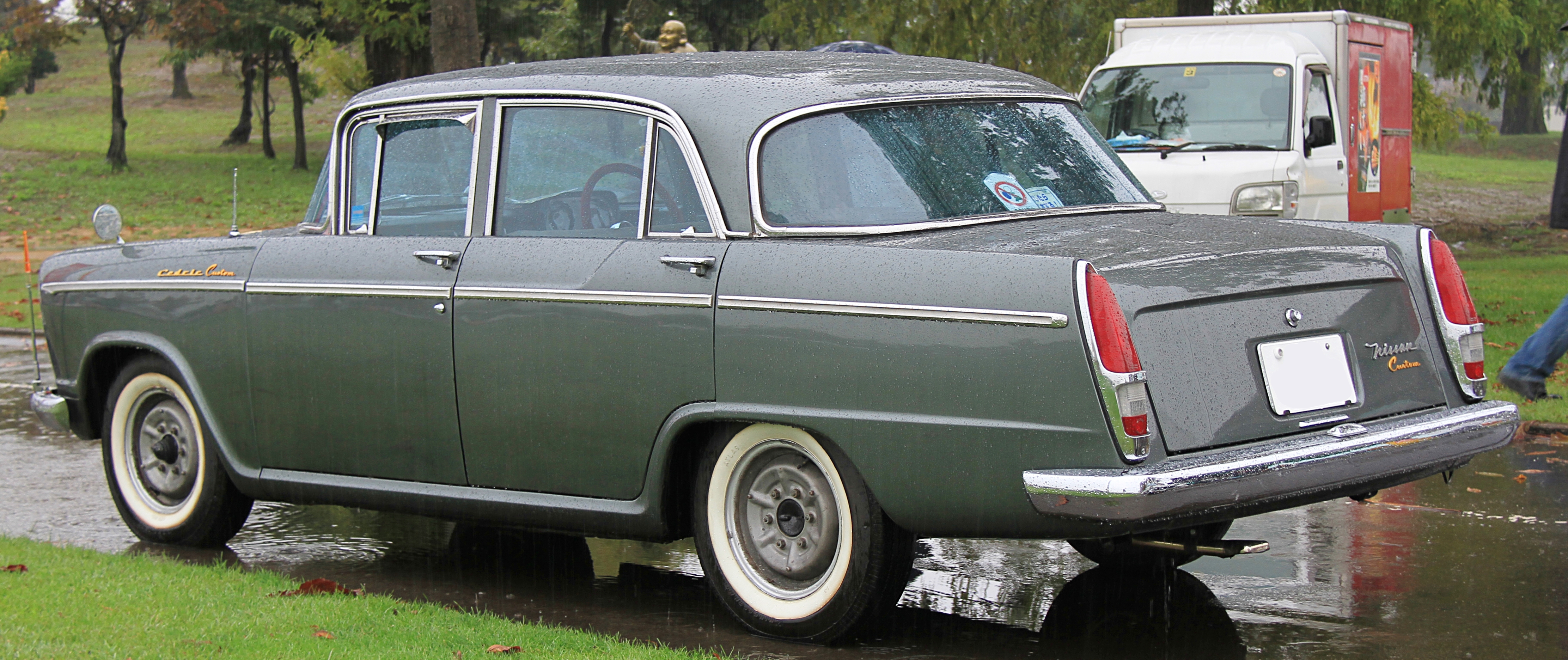
セダン カスタム 1962年式（リア）
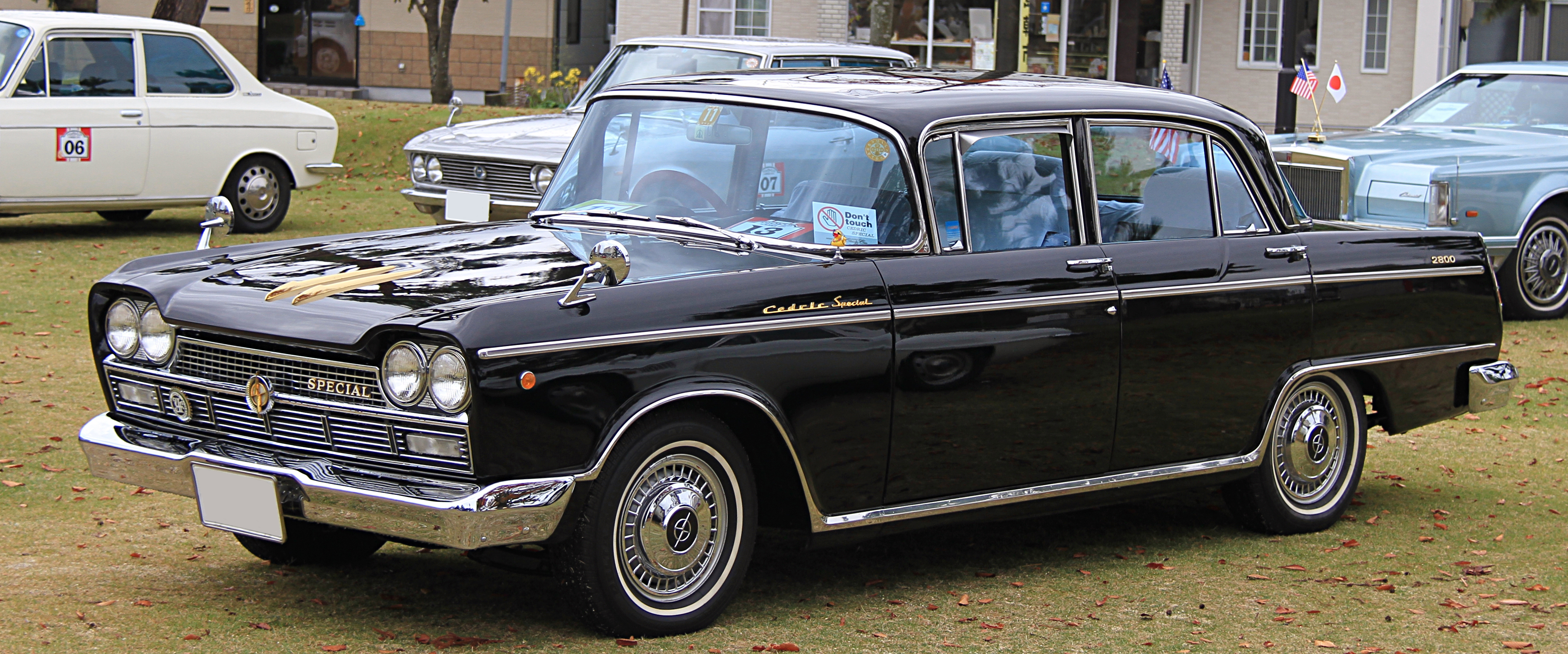
セダン スペシャル 1965年式（フロント）
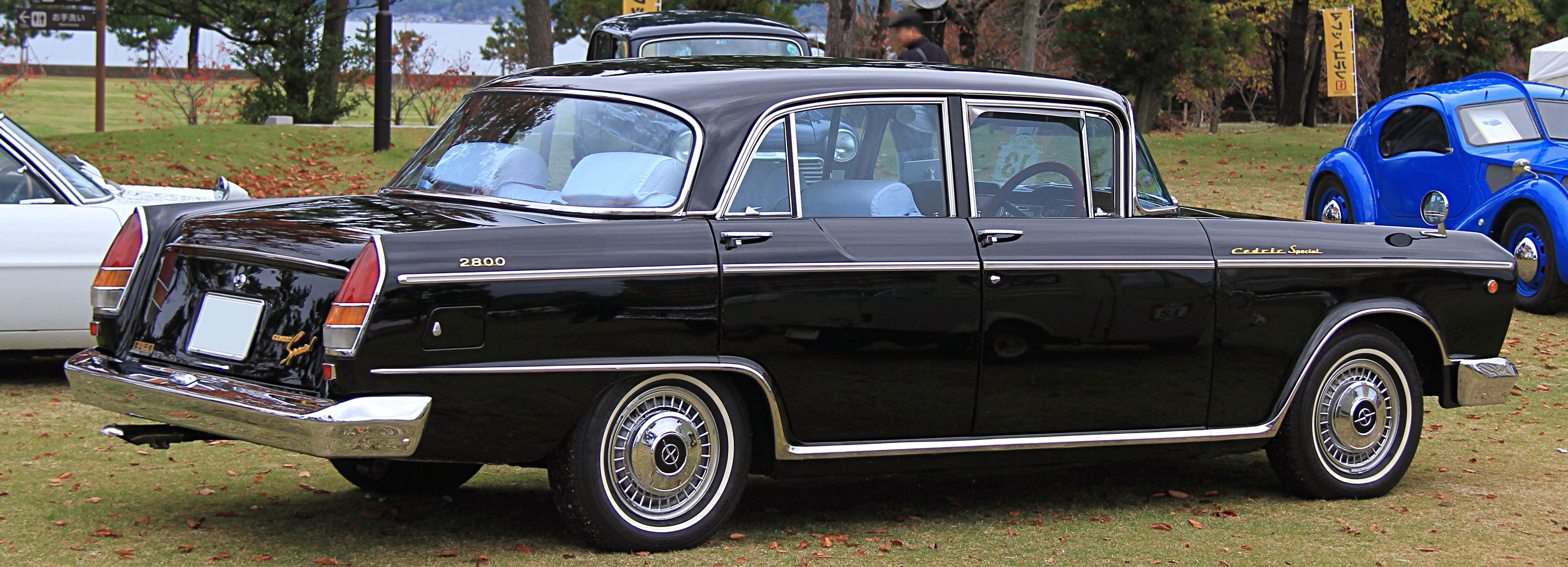
セダン スペシャル 1965年式（リア）

## 2代目 130型系（1965年 - 1971年）
前モデルのアメリカンスタイルとは打って変わってピニンファリーナデザインのヨーロピアンスタイルとなった。フローイングラインと呼ばれるフロントからリアにかけて下がっていくラインや、下すぼまりのCピラーに特徴があった。ピニンファリーナのデザインが採用されたため、このセドリックのために日本でデザインされていたボディスタイルは拡大の上、150型プレジデントに流用された。歴代セドリックでは唯一、警察専用車（警ら車）を除き3ナンバー普通車の設定が存在しないモデルである。エンジンはH20型4気筒OHV2,000 cc (92 ps) 、J20型6気筒OHV2,000 cc (100 ps) 、スペシャル6のみはL20型OHC6気筒ツインキャブ2,000 cc（115 ps、L20Aになってからは130 ps）が搭載され、警察向け（Y130）としてH30型直列6気筒OHV3,000 ccが搭載された。足回りは前輪ウィッシュボーン・コイル、後輪リーフスプリング。トップグレードのスペシャル6には前輪にディスクブレーキを標準装備。1968年のビッグマイナー以前のオートマチックはボルグワーナー製だったが、以降は後に長く使われる事になる3N71型フルオートマチックトランスミッションが初搭載された。当初のグレード構成は4気筒の130型にスタンダード、デラックス、6気筒のP130型に6とカスタム6、H130型スペシャル6、加えてワゴンとバンに6気筒と4気筒モデル。（WP130、W130、VP130、V130）
販売終了前月までの新車登録台数の累計は21万8522台。

### 年表
- 1965年10月 - 発売。
- 1966年10月 - マイナーチェンジでテールランプが変更され、デラックス6が追加、6がパーソナル6に変更された。スペシャル6にシングルキャブ仕様が追加。
- 1967年10月 - マイナーチェンジでテールランプが変更された。
- 1968年9月 - ビッグマイナーチェンジでボディスタイルが大きく変更され、保安基準の変更に適合するように運転席のシートベルトが標準装備となった。ワゴン・バンは30型以来の特徴あるリヤゲートの開閉構造から、一般的な1枚パネルで固定式ウィンドウの跳ね上げタイプのバックドアに変更となった。また、換気システムの向上により、上級モデルで可能だったリアドア三角窓の開閉は不可能となり、Cピラーに設置されていた読書灯の形状も変更された。さらに、外気の噴出口がダッシュボードに設置された。
- 1969年10月 - マイナーチェンジでエンジンやフロントグリル等が変更され、パワーステアリングやパワーウインドウを標準装備したスペシャルGLが追加。デラックス6はパーソナルDXと変更された。エンジンについてはL20型の改良により以降の標準ユニットとなるL20A型となり、J20型エンジン搭載車はL20A型に変更、更にホイールが13インチから14インチへ変更された。
- 1970年 - ニッサンマチック・フロアタイプとパーソナルDX-Vが追加された。レザートップで運転席ヘッドレストが標準装備。
- 1971年2月 - 販売終了。3代目となる230型系にフルモデルチェンジ。それと共に元プリンス自動車時代の3代目A30型グロリアも販売を終了し、セドリックとグロリアが姉妹車として展開されることとなった。

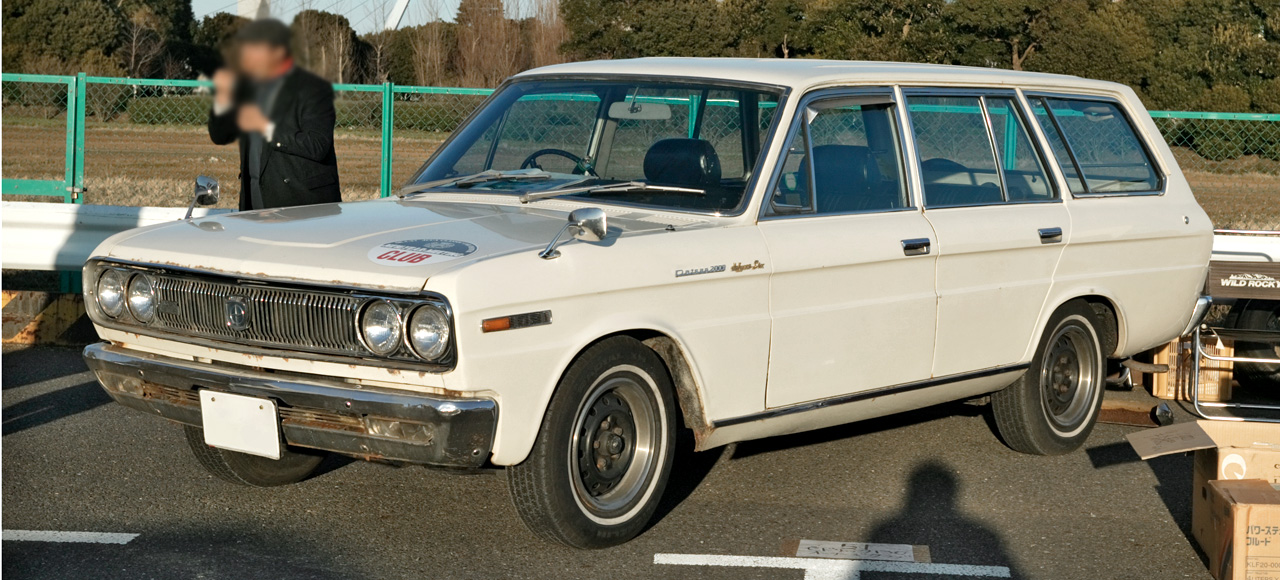
バン 2000デラックス6（後期型）
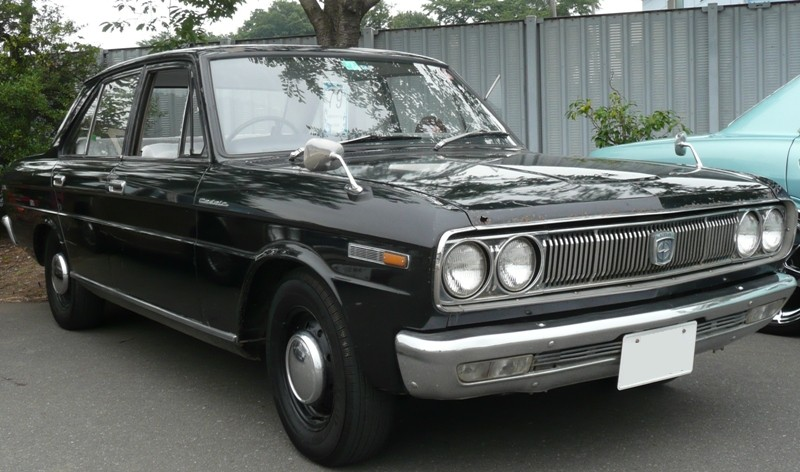
セダン スタンダード（後期型）
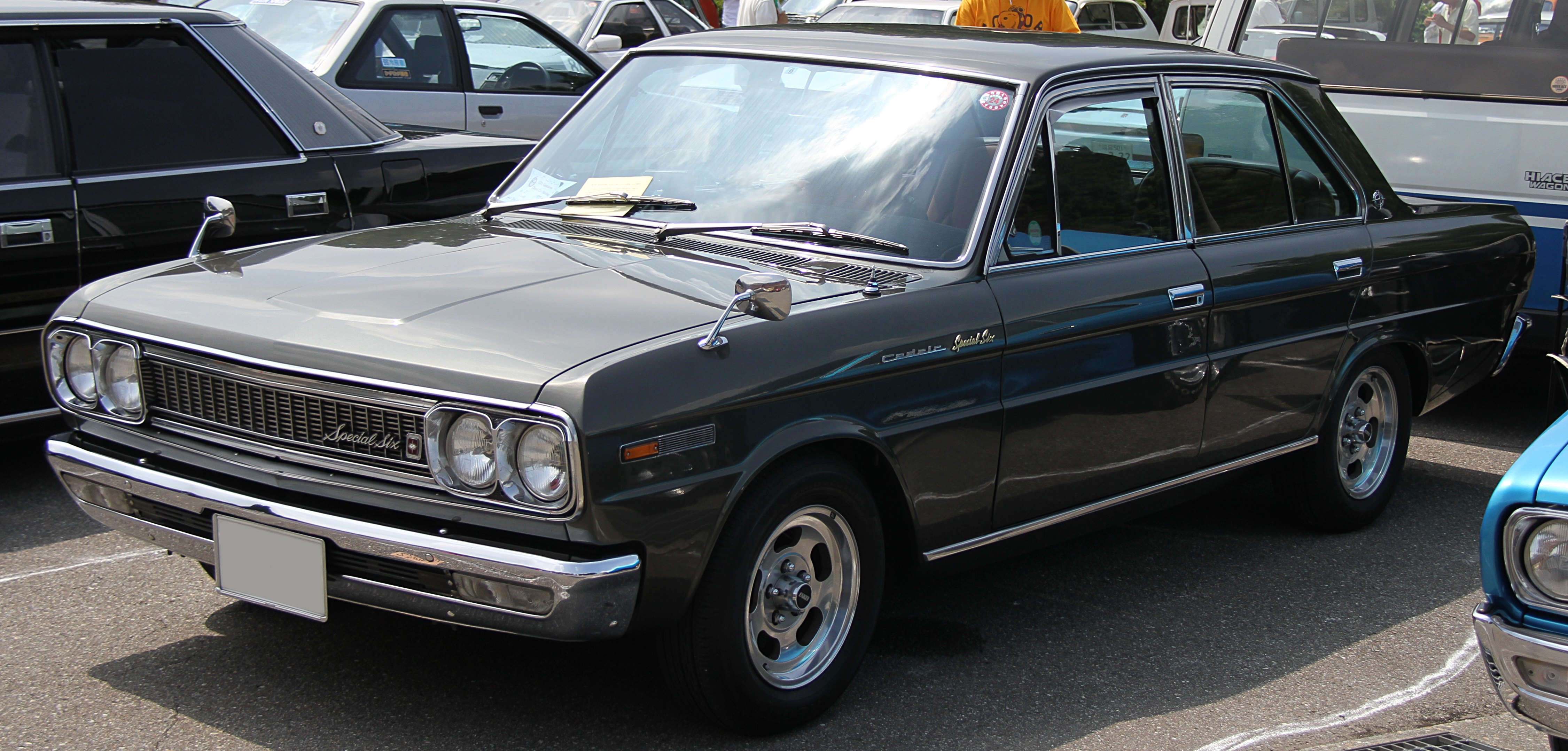
セダン スペシャル6（後期型）

## 3代目 230型系（1971年 - 1975年）
同時にモデルチェンジしたグロリアと同一の基本構造を持ち、フロントグリル、エンジンフード、リアコンビランプ、オーナメント類以外はすべて共用する姉妹車となった。このモデルよりそれまでの追浜工場から栃木工場での生産となった。
ボディスタイルは流行のコークボトルラインを採り入れた。トヨタ・クラウンの2ドアハードトップに対抗するため、本モデルよりハードトップの設定がなされ、後に日本車としては初の「4ドアハードトップ」も追加された。4ドアハードトップはスポーティさと4ドアの利便性で大きな人気を博し、個人ユーザー向けの大半が4ドアハードトップとなった。ハードトップのデザインはセダンから派生した物であるが、A、Cピラー共にセダンよりも傾斜を大きくしてキャビンを縮小、セダンの丸型4灯式ヘッドランプ、大型テールランプに対し、（2・4ドア共）ハードトップでは角型2灯式ヘッドランプ、小型テールランプとする等の差別化を図っていた。ミラーもワイヤー式だがリモコンタイプが初めて採用された。
エンジンはH20型4気筒2,000 cc (92 ps) 、L20型6気筒2,000 cc（シングルキャブ115 ps、SUツインキャブ有鉛ハイオク仕様130 ps、SUツインキャブレギュラー仕様125 ps）、L26型6気筒2,600 cc (140 ps) 、SD20型4気筒 OHV ディーゼル（60ps）、営業車向けにLPガス仕様のL20P型6気筒2,000cc（95ps）とH20P型4気筒（80ps）が設定された。なお、L26型6気筒はバンにも搭載された（1ナンバー登録）。
サスペンションは、前輪がダブルウイッシュボーン+コイルスプリングの独立、後輪が半楕円リーフのリジッドであった。
国内販売では、同時期のクラウンが斬新なボディスタイルで法人や保守的なユーザーに敬遠されたこともあり、グロリアと合わせた販売台数がクラウンを上回った唯一のモデルでもある。海外向けでは1972年（昭和47年）の日中国交正常化後、日産車で最初に中国へ輸出、販売されたモデルである。
テレビCMは発売当初、歌手の菅原洋一が出演（娘の歌織とともに出演していた）。1972年（昭和47年）のマイナーチェンジ後より、俳優の二谷英明が登場した（当初は妻で女優の白川由美と共演）。以後、二谷は1987年（昭和62年）のY30型まで長きに渡ってCMキャラクターを務めることとなる。キャッチコピーは「ゆとりのセドリック」（前期型）、「ゆとりをひろげるセドリック」（後期型）。
販売終了前月までの新車登録台数の累計は28万6281台。

### 年表
- 1971年2月 - 発売（ハードトップは4月1日発売）。このモデルよりグロリアと併せた兄弟車となる。当初のボディバリエーションのラインナップは4ドアセダンと2ドアハードトップ、ステーションワゴン・ライトバンであった。
- 1971年10月 - 「2600GX」を追加。
- 1972年6月 - 「2600カスタムDX」、「2600DX」、「ハードトップ2600DX」を追加。「スーパーデラックス」を廃止。
- 1972年7月 - 2,000 cc車のマイナーチェンジを行い、フロントグリル、リアコンビランプの形状が変更された。セダンを除くハードトップ、バン、ワゴンはアメリカ車のように赤一色でブレーキランプとの判別が付きにくかったリアターンシグナルランプが橙色に変更され、独立して点滅するようになり、被視認性が向上した。ハードトップはそのままのデザインで一部のレンズの色が変更された[注釈 2]が、バックドアと車体にまたがる横一文字のランプデザインのワゴンとバンでは車体側のプレスが変更され、矩形赤レンズの上方に接して台形橙色レンズが追加された。
- 1972年8月 - 4ドアハードトップを追加。
- 1972年10月 - 2600GXにEマチック(電子制御式)3速AT設定。
- 1973年4月 - 昭和48年排出ガス規制適合、キャブレターの仕様変更が行われた。SUツインキャブ搭載車の有鉛ハイオク仕様を廃止。2,600 cc車の外装を中心にマイナーチェンジ[注釈 3]。2600バンデラックスを追加。セダンのリアターンシグナルランプはハードトップと同様にレンズの色が橙色に変更され、独立して点滅するようになった。これに伴いセダン、ハードトップ、バン、ワゴン全車のフロントバンパーのターンシグナルランプも透明レンズから橙色となった。
- 1975年2月 - 法改正に対応、前席の3点シートベルトが全車標準装備になった[注釈 4]。
- 1975年6月 - 330型に移行する形で販売終了。

### グレード
2000ccシリーズ
- セダン - GX・GL・スーパーデラックス・カスタムデラックスL・カスタムデラックス・デラックス・スタンダード
- 2ドアハードトップ - GX・GL・スーパーデラックス・デラックス
- 4ドアハードトップ - GL・カスタムデラックスL・カスタムデラックス
- ワゴン・バン - ワゴン・バンデラックス・バンスタンダード

2600ccシリーズ
- セダン - 2600GX・2600カスタムデラックスL・2600カスタムデラックス・2600デラックス
- 2ドアハードトップ - 2600GX・2600デラックス
- 4ドアハードトップ - 2600GX・2600カスタムデラックスL・2600カスタムデラックス
- バン - 2600バンデラックス(ワゴンは2600車なし)

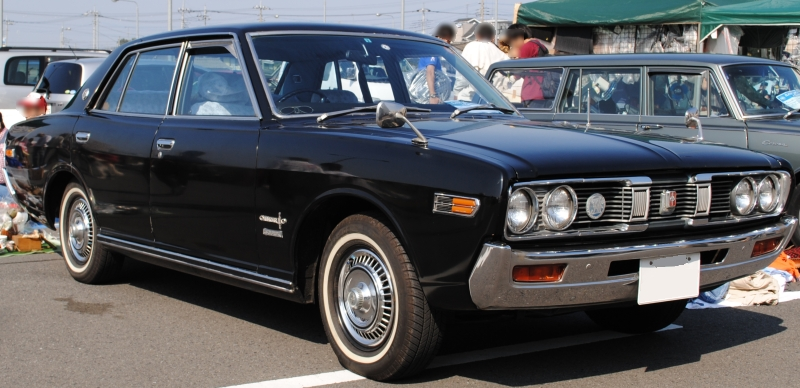
4ドアセダン 2000カスタムデラックス（後期型） 1973年4月 - 1975年6月
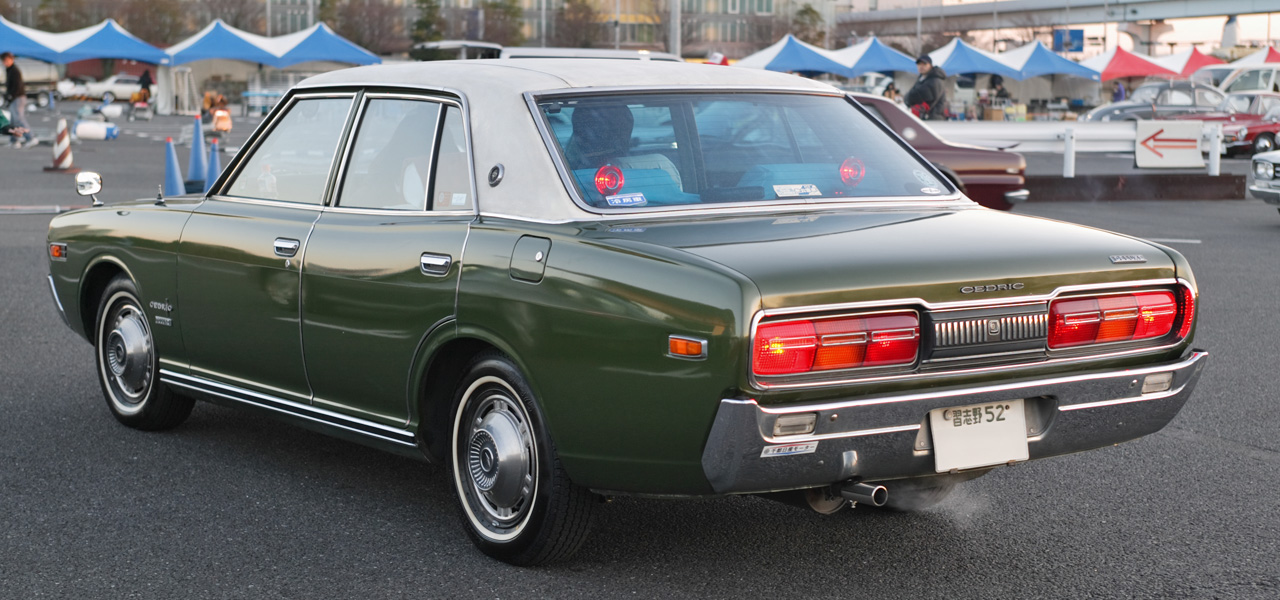
4ドアセダン 2000デラックス リア（後期型、当時の保安基準ではブレーキランプがウインカーを兼ねていたため、テールレンズは赤一色である。） 1973年4月 - 1975年6月
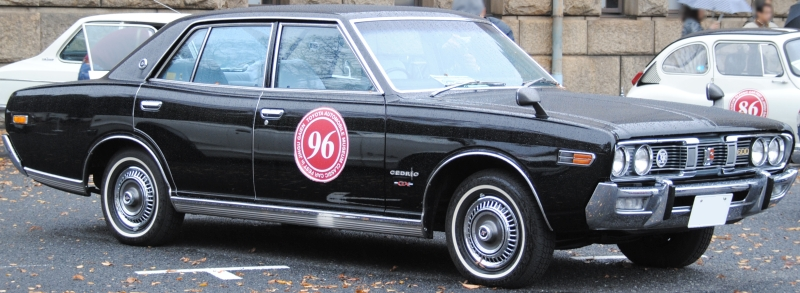
4ドアセダン 2600GX（後期型、バンパーのターンシグナルランプレンズが無色に変更されている。） 1973年4月 - 1975年6月
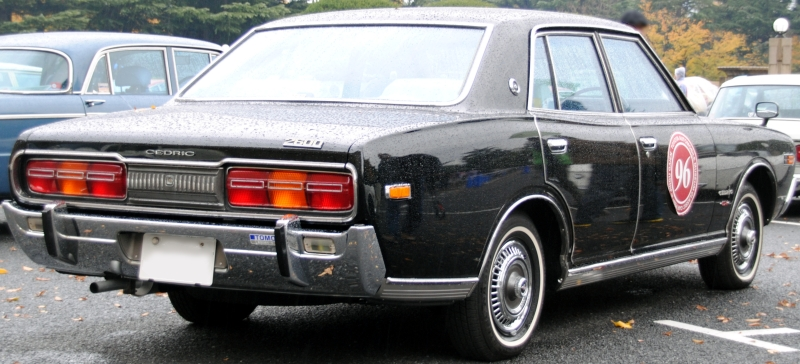
4ドアセダン 2600デラックス リア（後期型、保安基準の改正によりテールランプの一部がオレンジ色に変更され、独立したウインカー部となっている。） 1973年4月 - 1975年6月
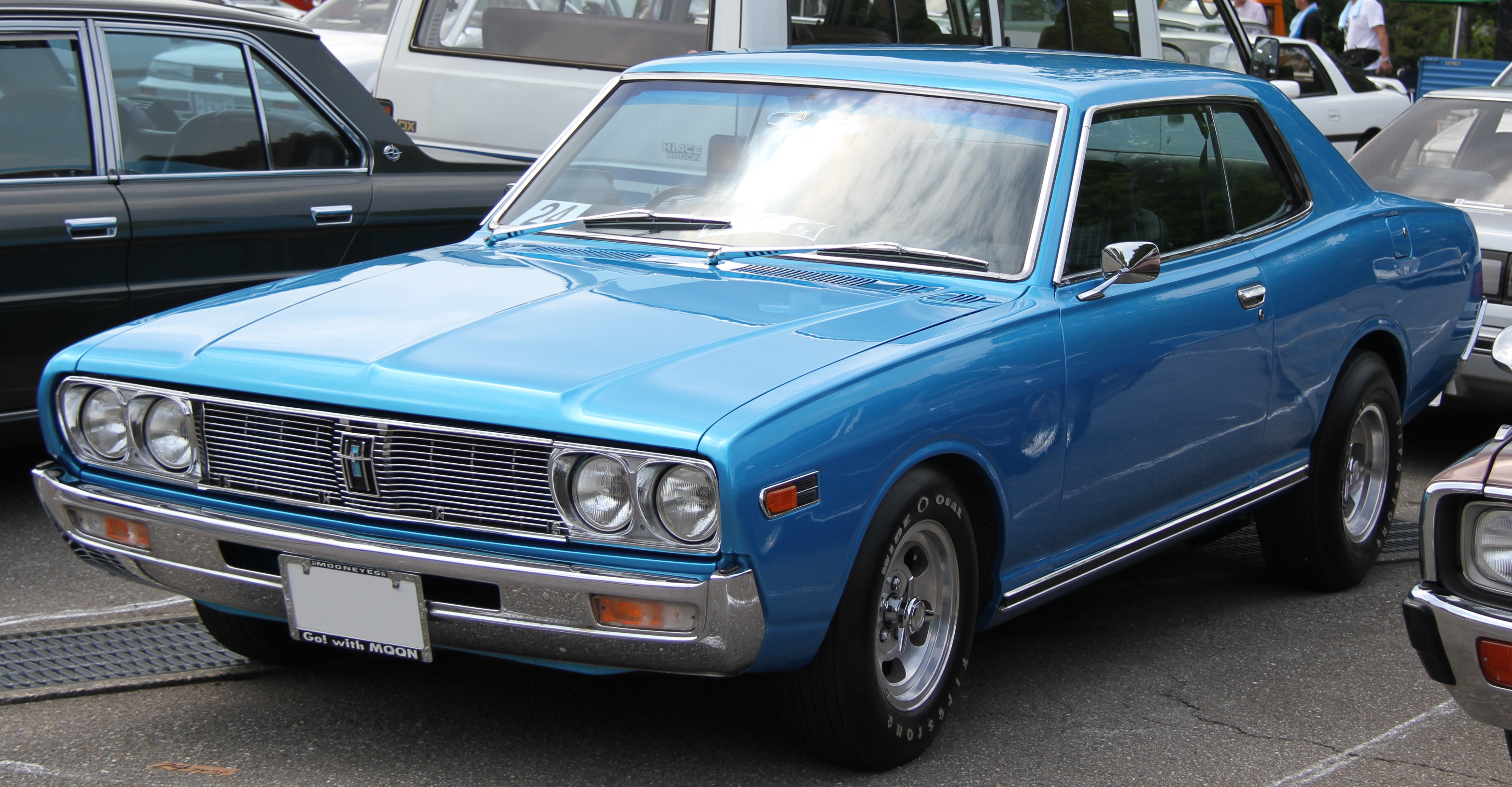
2ドアハードトップ
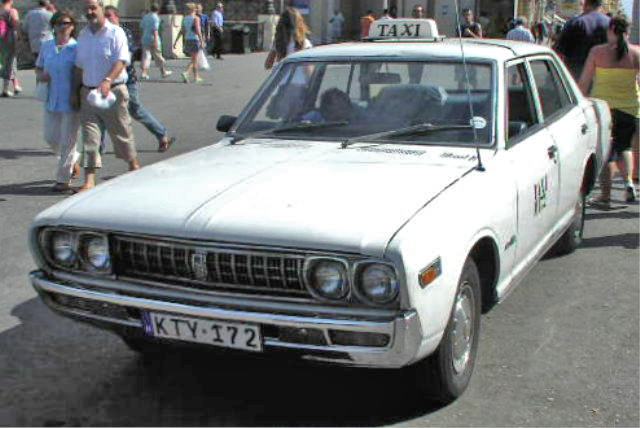
ダットサン220C（輸出仕様）

## 4代目 330型系（1975年 - 1979年）
デザインはキープコンセプトながら、アメリカンスタイルをさらに昇華させた。ボディは4ドアセダン、4ドアハードトップ、2ドアハードトップ、バンの4種で、ワゴンは廃止された。
発売時のグレードは、ディーゼルを除く4ドアセダンで2,000 cc車はスタンダード・デラックス・カスタムデラックス・GL・SGL、2,800 cc車はSGL、ハードトップで2,000 cc車はカスタムデラックス・GL・SGL、2,800 cc車はSGL、バンではスタンダード・デラックス。この他にタクシー向けにLPG仕様のカスタムデラックス、スタンダード。
ガソリン・LPG乗用車は、発売当初型式は単に330だったが、後の制度変更により、A-またはH-の識別記号が付くようになった。昭和50年排出ガス規制対応として、乗用車系はプレジデントと共に採用された排出ガス浄化装置 (NAPS) が付き、車重も230型よりも増加した。インテリアは格段に豪華なものとなり、最上級グレードの「ブロアム」(Brougham)も登場した。エンジンはGXグレードの廃止により全車シングルキャブエンジンとなった。
販売面でも好調な成績を推移し、モデルサイクルの途中でセドリックとしての累計生産台数100万台に達成することにもつながった。
サスペンションは、前ダブルウイッシュボーン後ろ縦置き半楕円リーフである。
販売終了前月までの新車登録台数の累計は27万8502台。

### 年表
- 1975年6月 - モデルチェンジ。
- 1975年10月 - 「ディーゼルDX」と「L20型のEGI仕様」を追加。
- 1976年4月 - セドリックパトロール（A-YP330型）発売。
- 1976年6月 - 昭和51年排出ガス規制適合/4ドアハードトップに角型ヘッドランプとカラードホイールカバーを持つ「Fタイプ」を追加。GL仕様のホイールカバーがSGL仕様と同一になる。ガソリン乗用車が331型系となり、セダン、ハードトップの型式が統一される。
- 1976年11月 - 営業車系を一部改良。LPG車を昭和51年排出ガス規制に適合（C-N331型車）。
- 1977年6月 - マイナーチェンジ/L28E型2,753 ccエンジンを搭載した最高級グレード「2800ブロアム」を追加。また、セダンにSD22型2,164 ccディーゼルエンジン搭載車を追加。ハードトップにアルミホイールをオプション設定。SGLとブロアムのデジタル時計をドラム式から蛍光表示管式に変更。
- 1977年10月 - 生産累計100万台達成。
- 1978年11月 - 昭和53年排出ガス規制適合、ハードトップのブロアムとエクストラにラジアルタイヤを標準装備、4ドアセダンと4ドアハードトップFタイプに「2000SGL-Eエクストラ」を追加。「2800SGL」を廃止し「2800SGL-E」を新設。ガソリン乗用車が332型系となる。GL、カスタムデラックス、デラックス仕様のデジタル時計がドラム式からカレンダー機能つき蛍光管式デジタル時計へ変更される。SGL以上も同様の変更。
- 1979年6月 - 5代目と入れ替わる形で販売終了。

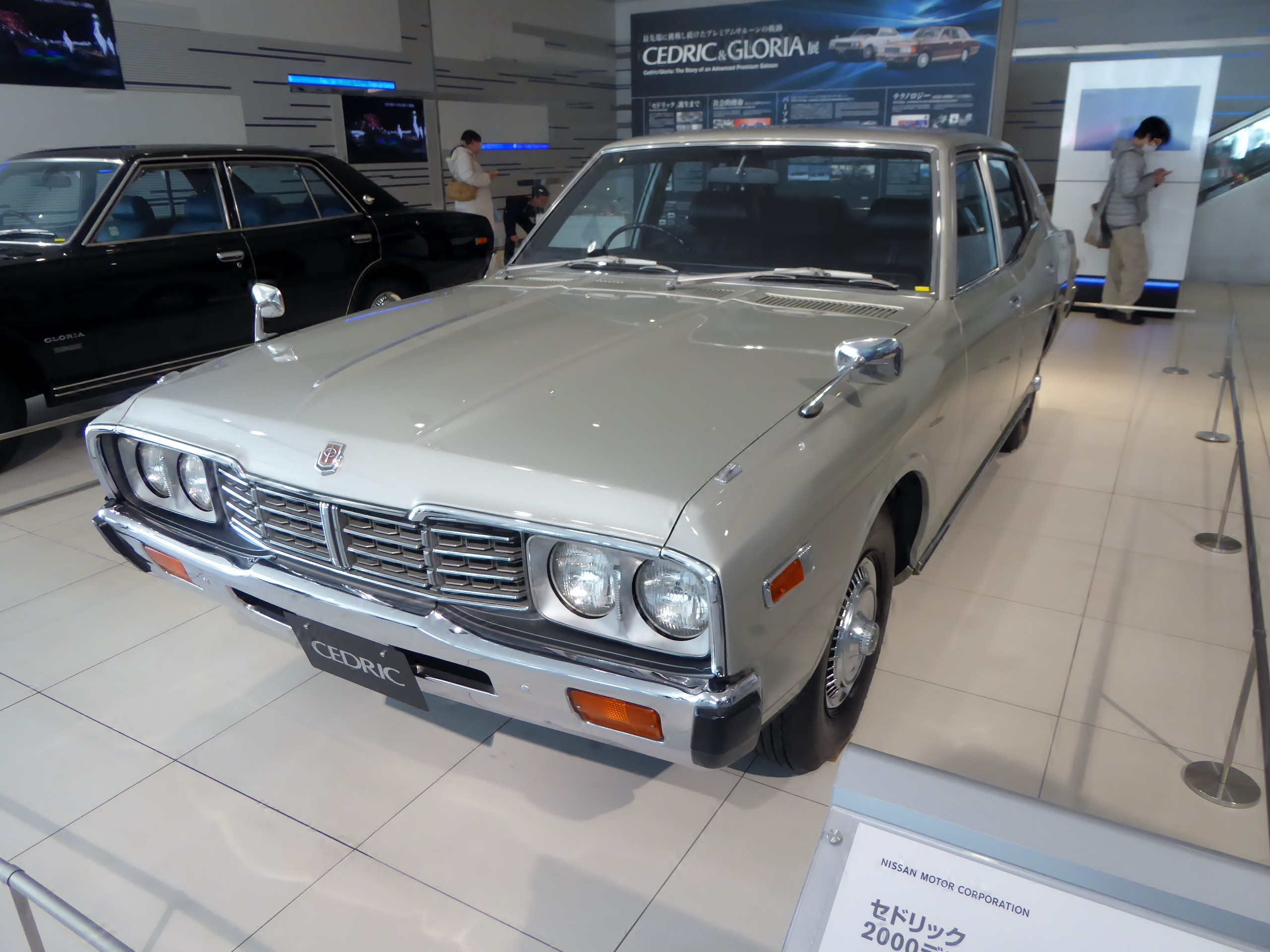
4ドアセダン 2000デラックス（後期型） 1977年6月 - 1979年6月
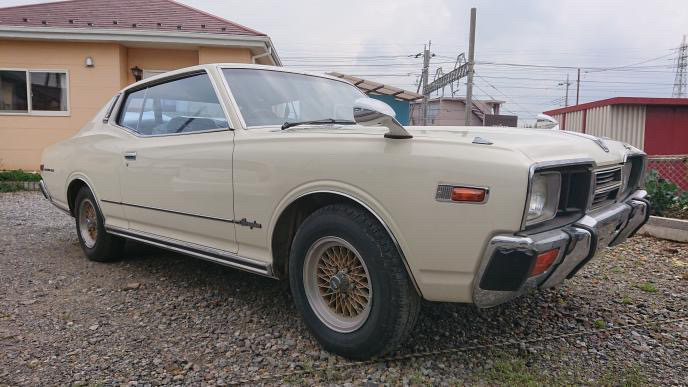
2ドアハードトップ フロントビュー（後期型） 1977年6月 - 1979年6月
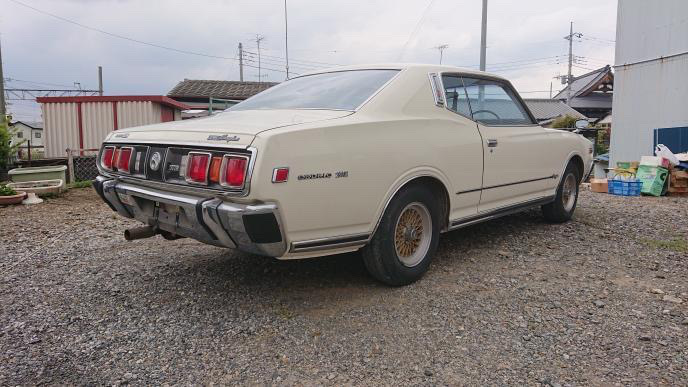
2ドアハードトップ リアビュー（後期型） 1977年6月 - 1979年6月
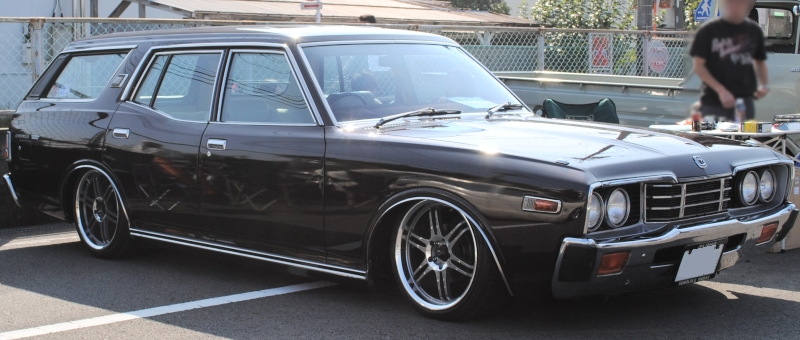
バン
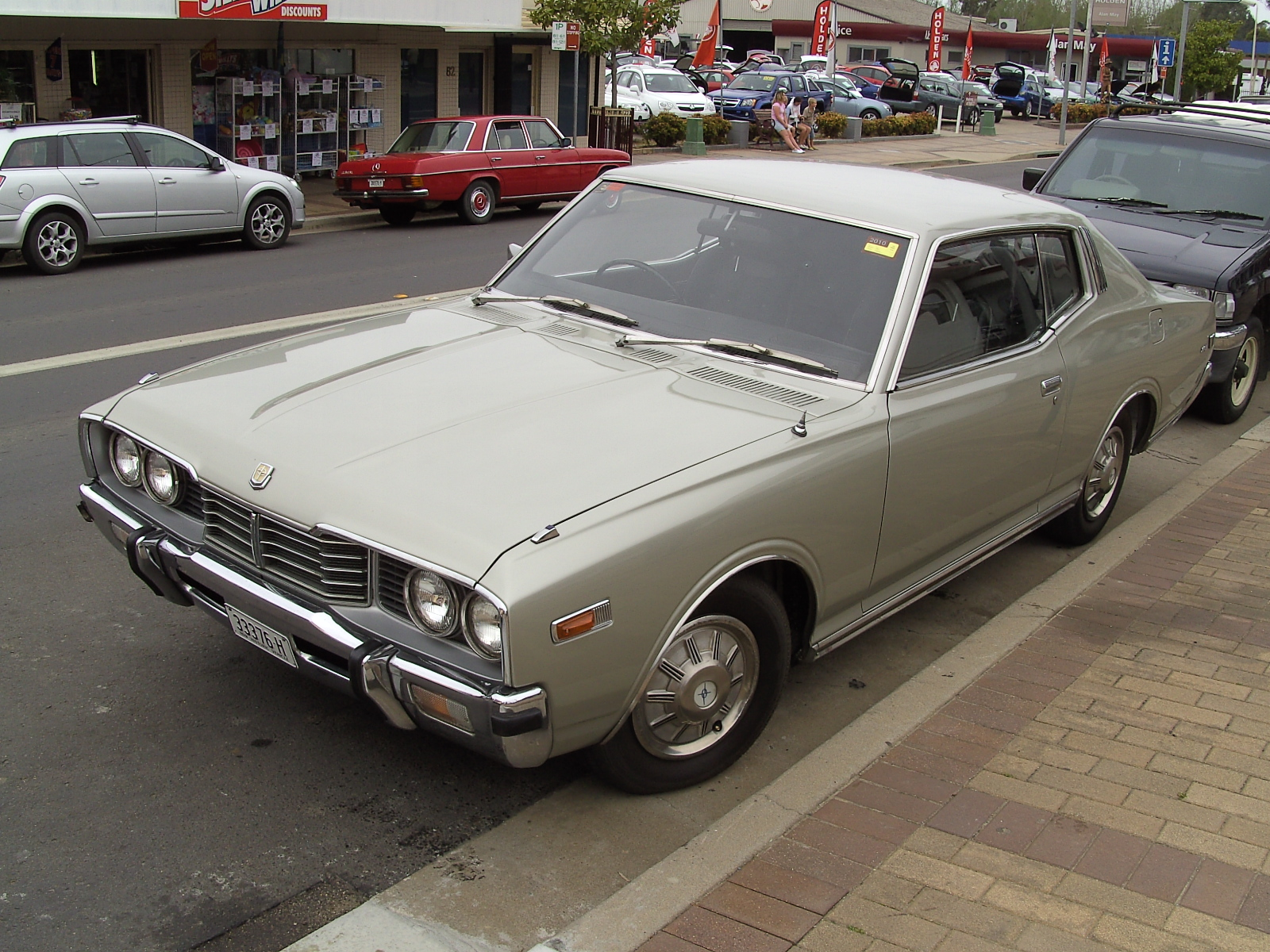
ダットサン260C 2ドアハードトップ（輸出仕様）

## 5代目 430型系（1979年 - 1983年）
2ドアハードトップを廃止し、4ドアハードトップ、4ドアセダン、ワゴン/バンの3系統のボディバリエーションとなる。ワゴンは230型以来の復活となった。スタイリングは、先代330型の曲線を多用したデコラティブなものとは一線を画した、直線的でクリーンなイメージのものへと大きく変化した。サスペンションは、前輪ダブルウイッシュボーンはキャリーオーバーだが、後輪がこの代から5リンクとなった。SGL以上に設定のコラムシフト+セパレートシート（GL以下は継続）の組合せに代わり「グランドシート」なる幅広シート車を設定。給油口はこのモデルより車両右側となった。
オープンカーに改造された430は警察行事などの儀礼用に2010年代以降も使用されている。
海外輸出は、セダンとステーションワゴンがあり、フロントグリルがグロリアハードトップのものを流用している。ハードトップも東南アジア（香港・シンガポールなど）といったごく少数の地域へ台数限定で輸出されており、日産セドリックとして輸出された唯一の例でもある。後年、中東・ガルフ地域にハードトップが投入されたのもこの代からである。又、1981年以降の輸出分からDATSUNブランドからの変更に伴いNISSANの併記が見られるようになった。
生産終了前月までの国内新車登録台数の累計は26万6786台。
キャッチコピーは「快適ローデシベル空間」（発売当時）、後期型のマイナーチェンジより「華麗なるエレガンス」。

### 年表
- 1979年
  - 6月 - モデルチェンジ。L28EはECCS(エンジン集中制御システム）に進化。2ドアハードトップはラインナップから消滅。
  - 9月 - L20S搭載のバン（J-V430型）発売。
  - 10月 - 乗用車日本初の直列6気筒ディーゼルエンジン、LD28型搭載車および日本初のターボエンジン (L20ET) 搭載車を追加。
- 1980年
  - 2月 - LD28エンジン搭載車に5速MT車追加。
  - 3月 - 一部改良。
  - 4月 - ターボブロアム（セダン/ハードトップ）、ターボAT、固定式ガラスルーフ（スタールーフ）装備のハードトップ200E SGL-Fを発売。SGL-FにはASCD（オートスピードコントロール装置）を標準で設定
  - 8月 - LD28エンジン搭載の5速MTバン・ワゴン追加および一部改良。
- 1981年
  - 4月 -マイナーチェンジを実施。L28Eはエンジン各部改良、出力が145psから155ps、トルクが23kgmから23.5kgmに向上。SGL-Fはターボ付きに発展、ターボ無しのSGLエクストラが廃止。ターボSGLエクストラのリアブレーキがディスクになる。ターボカスタムDXを追加。L20EがECCSに進化、同時にL20E用のATがロックアップ付きになる。インパネにはロックアップ作動ランプを装備。280Eブロアムは大型カラードウレタンバンパーを装備。エンジンフードはセダン、ワゴン、バンとハードトップで別形状だったのが、セドリック、グロリアで別形状になる。インパネのアッパーパネルをハードトップとセダン、ワゴン、バンで共通の形状に。木目調パネルの色が明るい色になる。電子チューナーをSGLと280D VX6に拡大採用。ブロアム系、SGL系、VX6のシートデザイン・生地を共通に。ターボブロアムの運転席パワーシートが非設定に。ASCDが280Eブロアム、200E SGLにオプション設定、SGL-Fには設定されず。
  - 11月 - 特別仕様車「ターボエクセレンス」発売。
- 1982年
  - 6月 - ATを3速から4速に換装（一部グレードを除く）200Eと280Dは通常の4速ロックアップ付き、200Eターボ、280EのATを電子制御4速全段ロックアップ付きに、これにより25%燃費向上。4速AT設定に伴いフロアトンネル拡大。L20系エンジンはエンジン各部の変更により10kgから20kg軽量化、低回転域トルクの向上。L20ETはECCSに進化。ターボブロアムの運転席パワーシートがオプション設定に昇格、ASCDがブロアム系、SGL-Fに標準、他SGL系にオプション。デジタルメーターをSGL-Fにオプション設定。ディーゼル車は昭和57年排出ガス規制適合。バンのガソリン車が56年排出ガス規制適合、これに伴い型式がL-V431に変更。
  - 9月 - 一部改良。営業車を除くエアコン搭載車に冷媒警告灯追加。
- 1983年
  - 2月 - 4ドアハードトップに「ターボエクセレンス」、「200Eエクセレンス」を追加。ターボS、200E GLがベース。このグレードのみボディサイドのピンストライプ、ツートンカラーが設定される。装備はドアトリム、オーディオがブロアムと同様に、シート生地がブロアムと同様の生地になる。バックレストに「excellence」の刺繍入り、オーバーヘッドコンソールが設定される。グリルに「Excellence」のエンブレムが入る。
  - 3月 - エクセレンス車継続車種となる。
  - 6月 - Y30型に交代して販売終了。

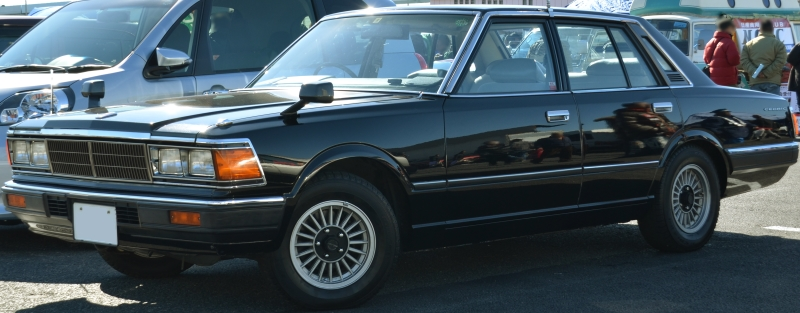
4ドアセダン GL（後期型） 1981年4月 - 1983年6月
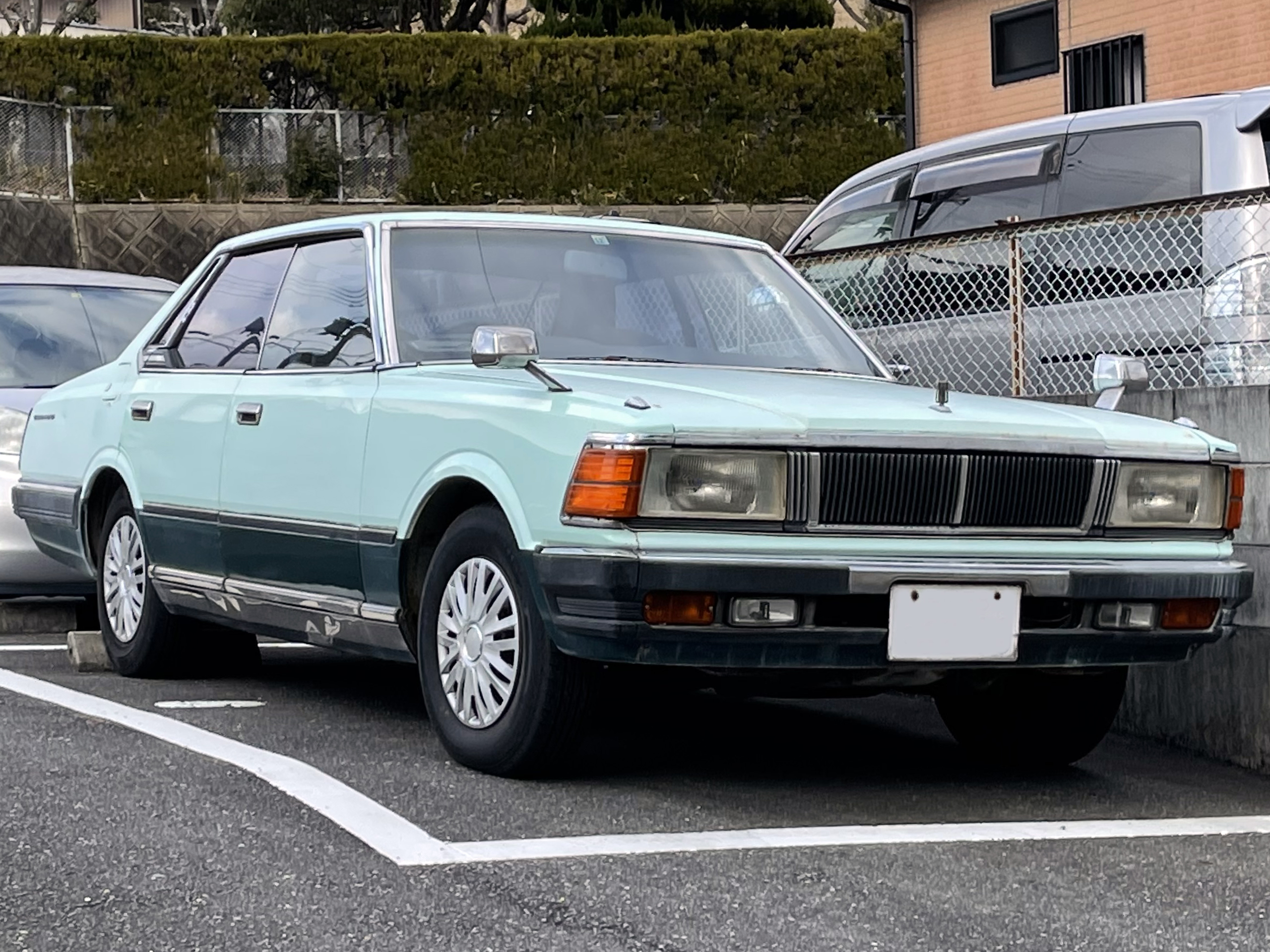
4ドアハードトップ 200E SGL エクストラ（前期型） フロント 1979年6月 - 1981年4月
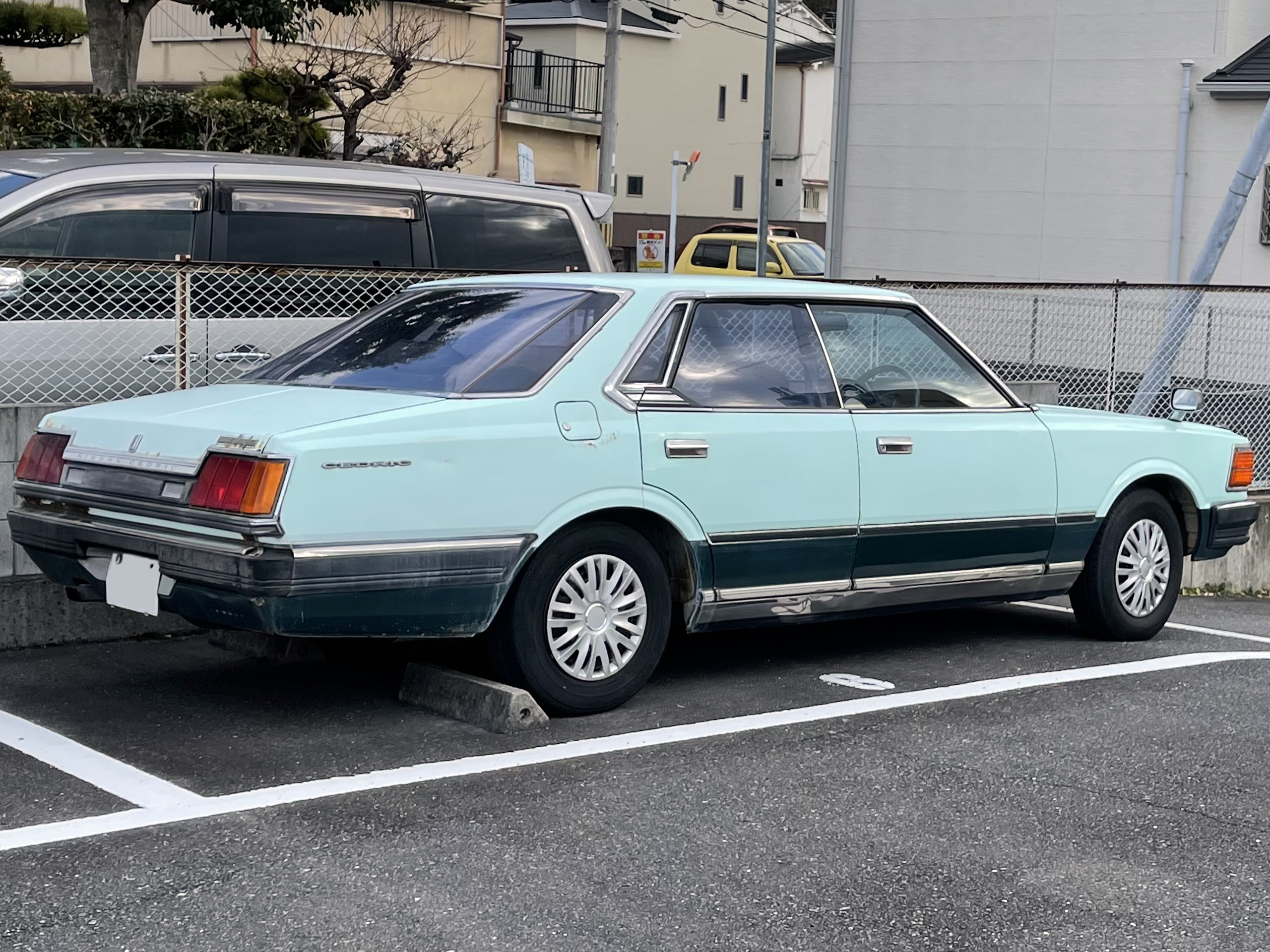
4ドアハードトップ 200E SGL エクストラ（前期型） リア 1979年6月 - 1981年4月
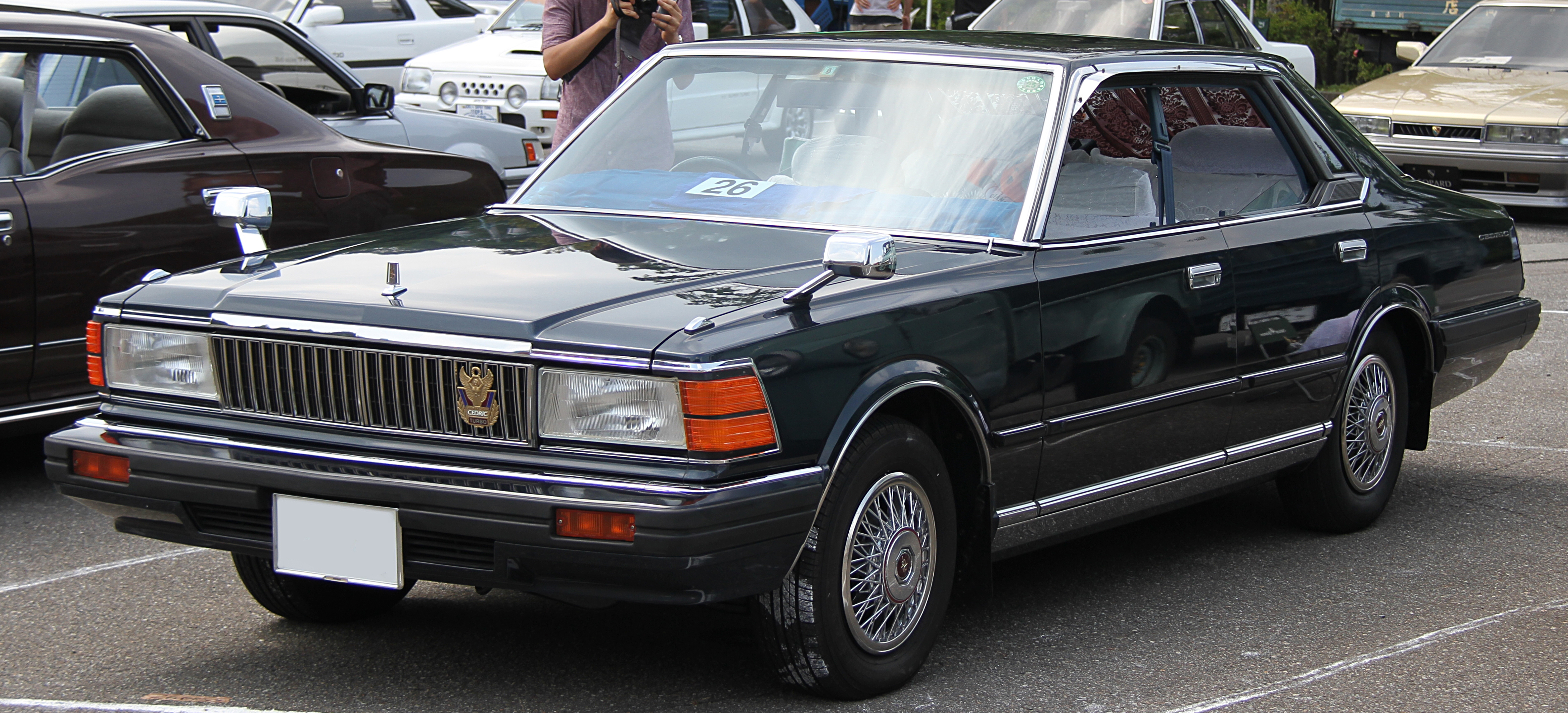
4ドアハードトップ 280E ブロアム（後期型） フロント 1981年4月 - 1983年6月
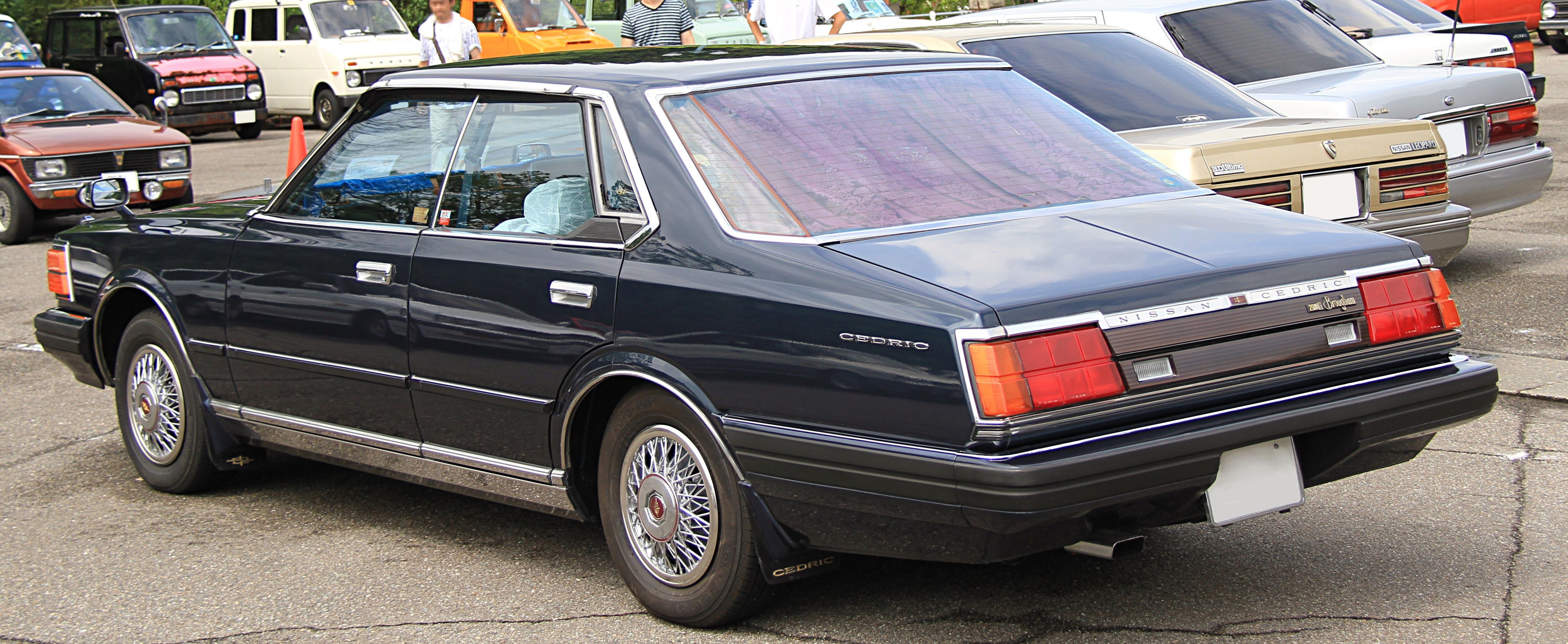
4ドアハードトップ 280E ブロアム（後期型） リア 1981年4月 - 1983年6月
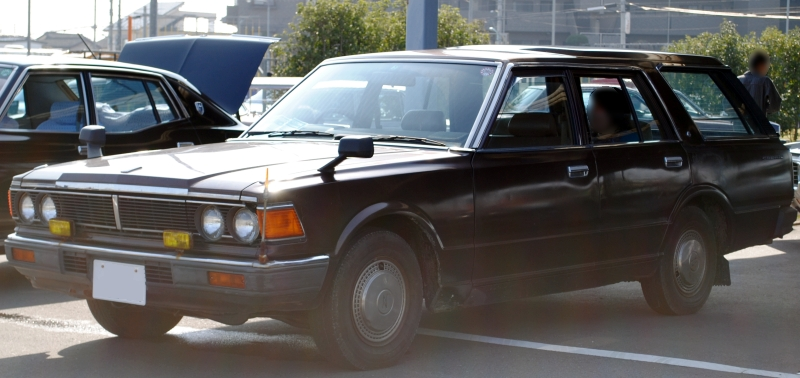
バン（後期型） 1981年4月 - 1983年6月
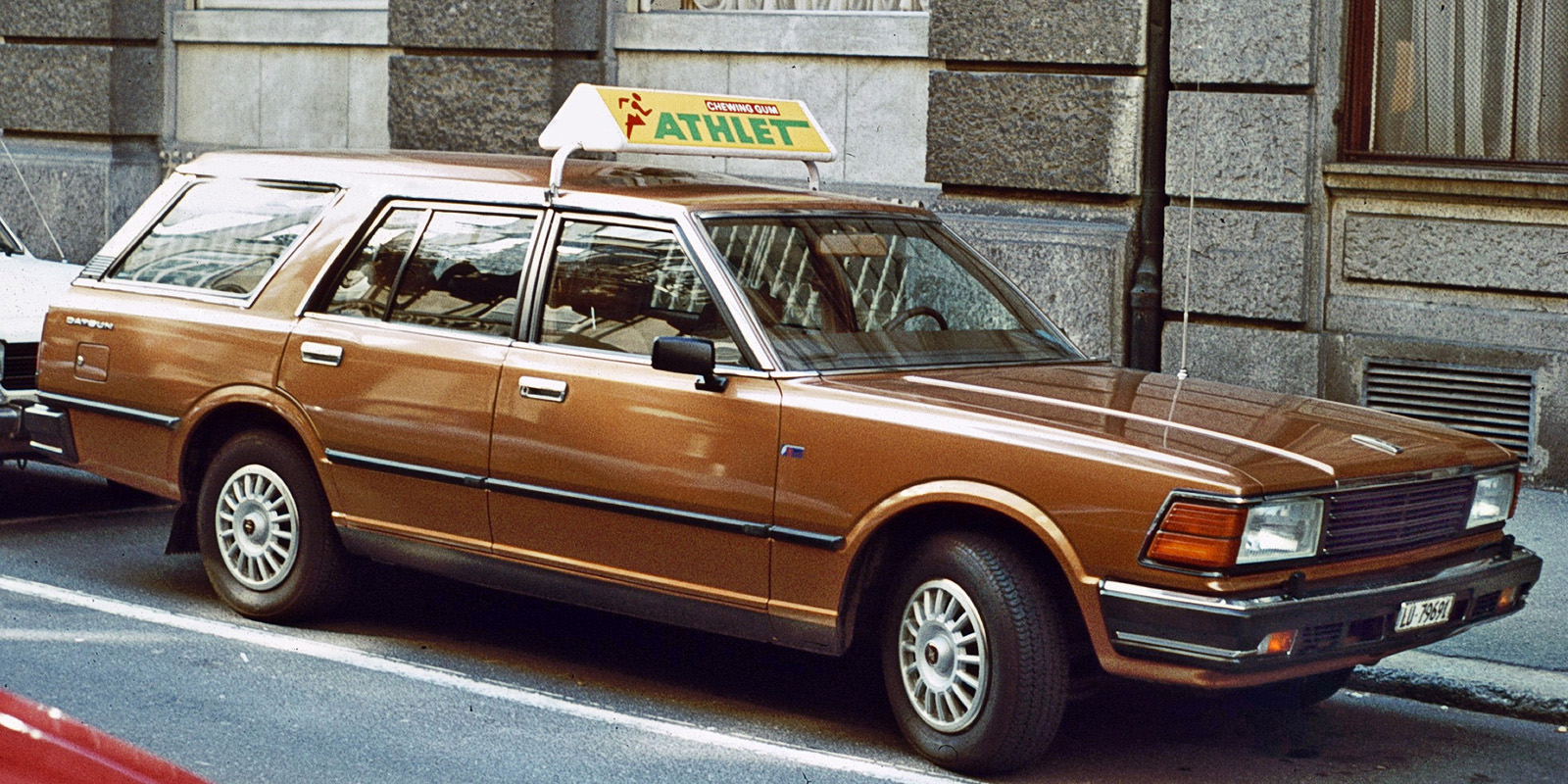
ダットサン280Cエステート（欧州仕様）

## 6代目 Y30型系（1983年 - 1999年）
ハードトップ・セダン:1983年 - 1987年
バン・ワゴン:1983年 - 1999年
ハードトップとセダン、ワゴン・バンのフルラインナップの最後のモデルとなる。このモデルは長年にわたり搭載されていた直列6気筒のL型（L28E、L20ETなど）に代わり、日本初のV型6気筒エンジン（VG型）を搭載したことでも有名である。このVG型エンジンはアルファロメオのV型6気筒を参考にしたといわれる。シリンダーブロックは製作コストの制約上、鋳鉄製となった。前輪サスペンションは、先代のダブルウイッシュボーンから、マクファーソンストラット・コイルとなる。また、小型車の寸法要件が改正された（前端オーバーハング0.8m以下+軸距2.7m以下+後端オーバーハング1.2m以下→全長4.7m以下）ため、このモデルよりホイールベースが延長されている。バンモデルにはGL・デラックス・スタンダードが存在するが何れもCA20S/RD28搭載である。ワゴンはVG20E/RD28搭載である。
それまでセダンとステーションワゴン（日本未販売のV30E-SGL）が主体だった海外輸出仕様は、一部東南アジアへ輸出されていたハードトップも中東地域が追加され、香港・シンガポール・中東では「V30E/ETブロアム」として販売された。中東向けハードトップには、5MT/4ATキャブレター仕様のVG30Sが、東南アジア向けにはインジェクション仕様のVG30Eが用意された。またこの代から欧州（除くイギリス）、東南アジアと中東輸出向け車名がダットサン220-280Cから「日産・セドリック」に、中国では日産・小公に、イギリスやオーストラリア市場では日産 300Cとなった。クウェートのみグロリアとして販売したが、外観はセドリックそのものである。輸出仕様の特徴はフロントグリルにNISSANバッジが装着され、グリル側が斜めになったグロリア仕様のヘッドランプ・レンズを採用、さらに欧州向けはヘッドランプ・ワイパーやリアフォグ内蔵テールレンズ（ワゴンは吊り下げ式）が装備されていた。速度計は欧州向けが240km/h目盛り、香港・シンガポール・UAE向けは220km/hである。後継車は欧州と中南米市場では前輪駆動のマキシマに、オーストラリア市場では現地生産のスカイラインにバトンタッチされ1987年で輸出打ち切り。台湾の裕隆汽車公司では1994年にセフィーロ(A32)にバトンタッチされるまで生産が続いた。日産の組み立て工場があるメキシコではパトカーとしても採用されていた。
新鮮さに欠けたことで、セールス的にはライバルの7代目クラウンに大きく水をあけられる結果となった。
1987年セダンとハードトップがY31型にモデルチェンジした後もバン・ワゴンは日本国内専売車両として1999年まで生産が継続された。なお、バンが直4搭載が廃止されてV6モデルへ集約された。このY30系ワゴン・バンはドレスアップを好むユーザーにも根強い人気があり、最終型（1995年11月 - 1999年8月）のワゴンのSGLリミテッド（デュアルシートのコラムAT）は流通台数が少ないこともあり中古車価格が高い。ディーゼル車規制の区域では、ガソリン車のベンコラ（ベンチシート＆コラムシフト）への改造例もある。セドリックワゴンは語呂の良さから「セドバン」と略される事がある。
販売終了前月までの新車登録台数の累計は18万5238台。

### 年表
- 1983年
  - 6月 - モデルチェンジ。
  - 11月 - 特別仕様車「50アニバーサリーバージョン」発売。
  - 12月 - V30EブロアムVIP追加および一部改良。カラードバンパーが拡大採用される。
- 1984年
  - 2月 - セダン営業車にL20Pエンジンの6気筒LPG車追加。
  - 6月 - VG30ET型エンジン (230ps 34.0kg·m) 追加。「V30ターボブロアムVIP」と「V30ターボブロアム」。
  - 9月 - 特別仕様車「V20Eエクセレンス」発売。
- 1985年6月 - マイナーチェンジでSTD・バンDXを除きフェイスリフトを行う。ヘッドランプとテールランプが変更され、コーナリングランプ、フォグランプ（ハードトップ、ワゴンのみ）が装着された。ワゴンのフロントマスクはハードトップと共通になる。バンパーの形状が変更され、主力の5ナンバー車は大型カラードバンパーが装着された。VG20ET型がジェットターボ仕様となったほか、ディーゼルエンジンが新設計のRD28型となる。「4ドアハードトップV20ターボ アーバン（430以来のターボSから改称）/アーバンX（ターボFから改称）」が追加されたほか、「ワゴンV20E SGL」、「ワゴン280D-6 GL」、「セダンSGLの6気筒LPG仕様」が追加、4ドアハードトップV20E カスタムSを廃止。上級車種に電動格納式ドアミラーを標準装備、スーパーソニックサスペンション設定。タコメーターもそれまでハードトップのみの装備だったがセダンV20ターボSGL以上に拡大採用された。海外輸出用STDのエンジンスワップも行われ、SD23型からTD25型(直4に変化無し)へ変更した。
- 1986年
  - 1月 - エクセレンスおよびL20P搭載のブロアム追加。
  - 3月 - 一部改良、RD28エンジン搭載のA/T車のロックアップ制御を電子制御式に変更。
  - 11月 - 一部改良。駐車灯が廃止され、フロント合わせガラスとリヤシート中央にシートベルトを追加。これは、道路運送車両の保安基準改正により、後部座席中央のシートベルト装備が義務化されたことによる措置である。
- 1987年
  - 1月 - 特別仕様車エクセレンスGおよび4ドアハードトップのターボアーバンG追加。
  - 5月 - セダン・ハードトップ生産終了。在庫対応分のみの販売体制となる。
  - 6月 - 7代目にフルモデルチェンジにより、セダン・ハードトップが販売終了。ワゴン/バンはそのまま継続販売となった。同時にバンに2LのV6エンジン搭載車を追加。このモデルはワゴンと同じグリル内蔵フォグランプが装備される。グレードはDX/カスタムDX/GLの3種類。AT車も選べた。
- 1989年3月 - 一部改良。A/Tシフトロック追加。
- 1991年5月 - 新塗色イエロイッシュ シルバー（KJ1）、ジェントルブルー（BK8）追加。
- 1993年8月 - RD28ディーゼルエンジン搭載車廃止。
- 1994年3月 - 一部変更。エアコンは代替フロン化されサイドドアビーム・ハイマウントストップランプ・後席左右に3点式シートベルトを装備。ワゴンの8人乗りコラムAT車も1995年11月まで休止。
- 1995年11月 - マイナーチェンジ。バンはCA20Sエンジン搭載車およびコラムシフト車を廃止。同時に平成6年排出ガス規制対応。ワゴンはデラックス廃止とルーフレールのオプション追加とデュアルシート&コラムATのSGLリミテッドを追加。その他コストダウンのためシート素材の変更と一部装備の廃止。運転席エアバッグをワゴン全車に標準装備。
- 1997年8月 - 一部改良。
- 1999年
  - 5月[9][10] - バンとワゴンの生産終了。在庫対応分のみの販売となる。
  - 8月 - バンとワゴンの販売終了。ワゴンはセフィーロワゴンとアベニールとステージア、バンはエキスパートが受け皿となった。

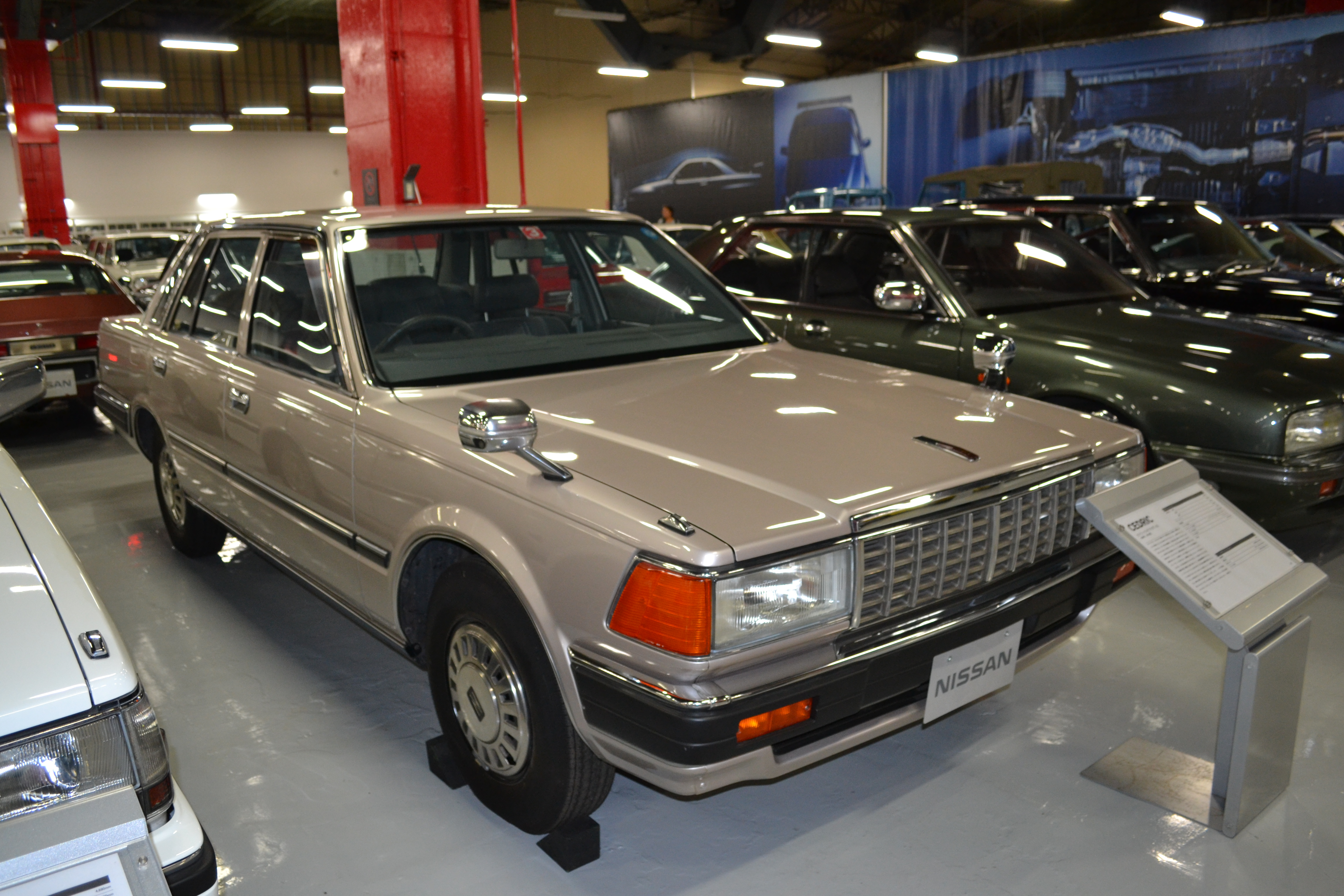
セダン V20E GL（前期型） 1983年6月 - 1985年6月
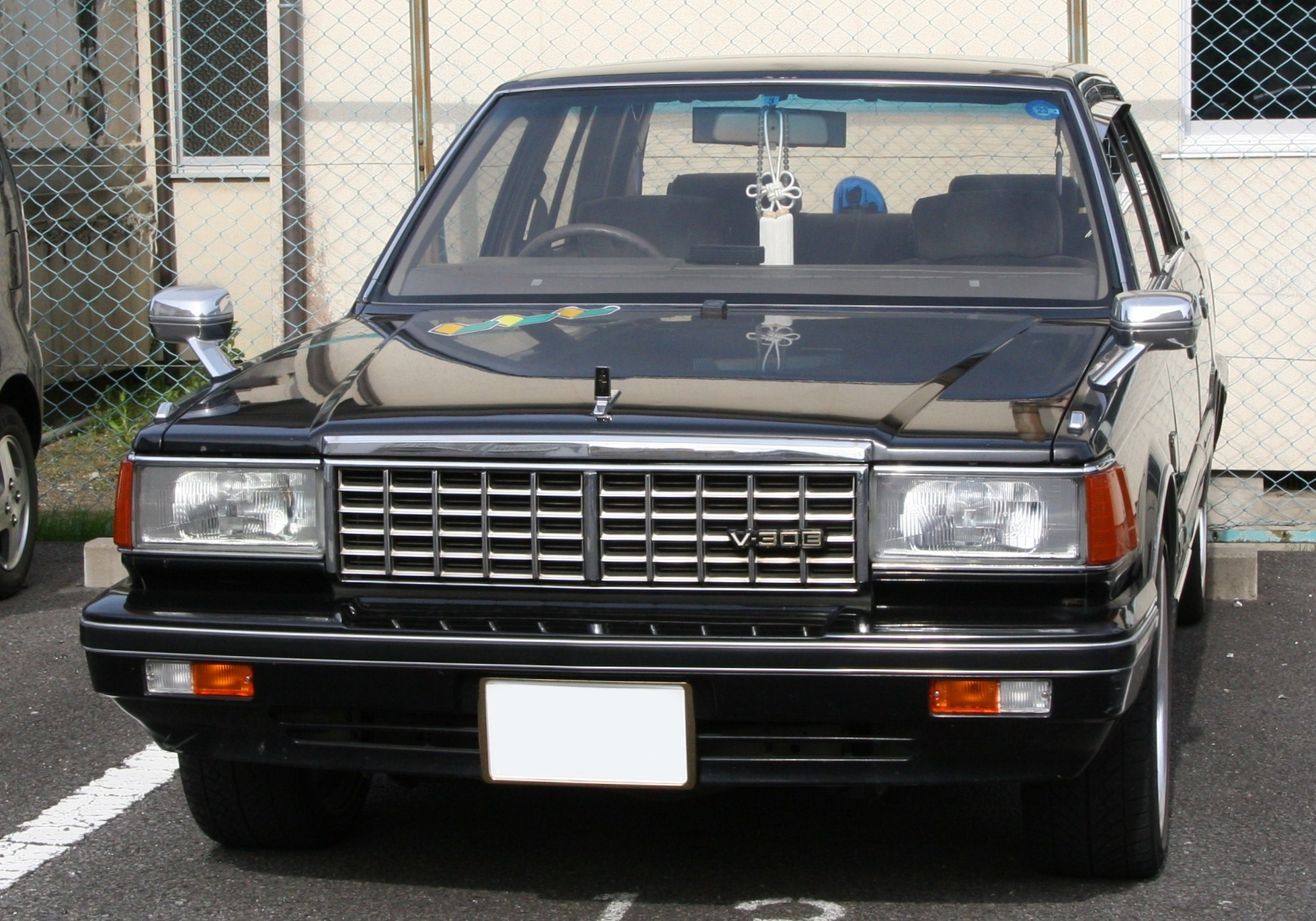
セダン V30E ブロアム（前期型） 1983年6月 - 1985年6月
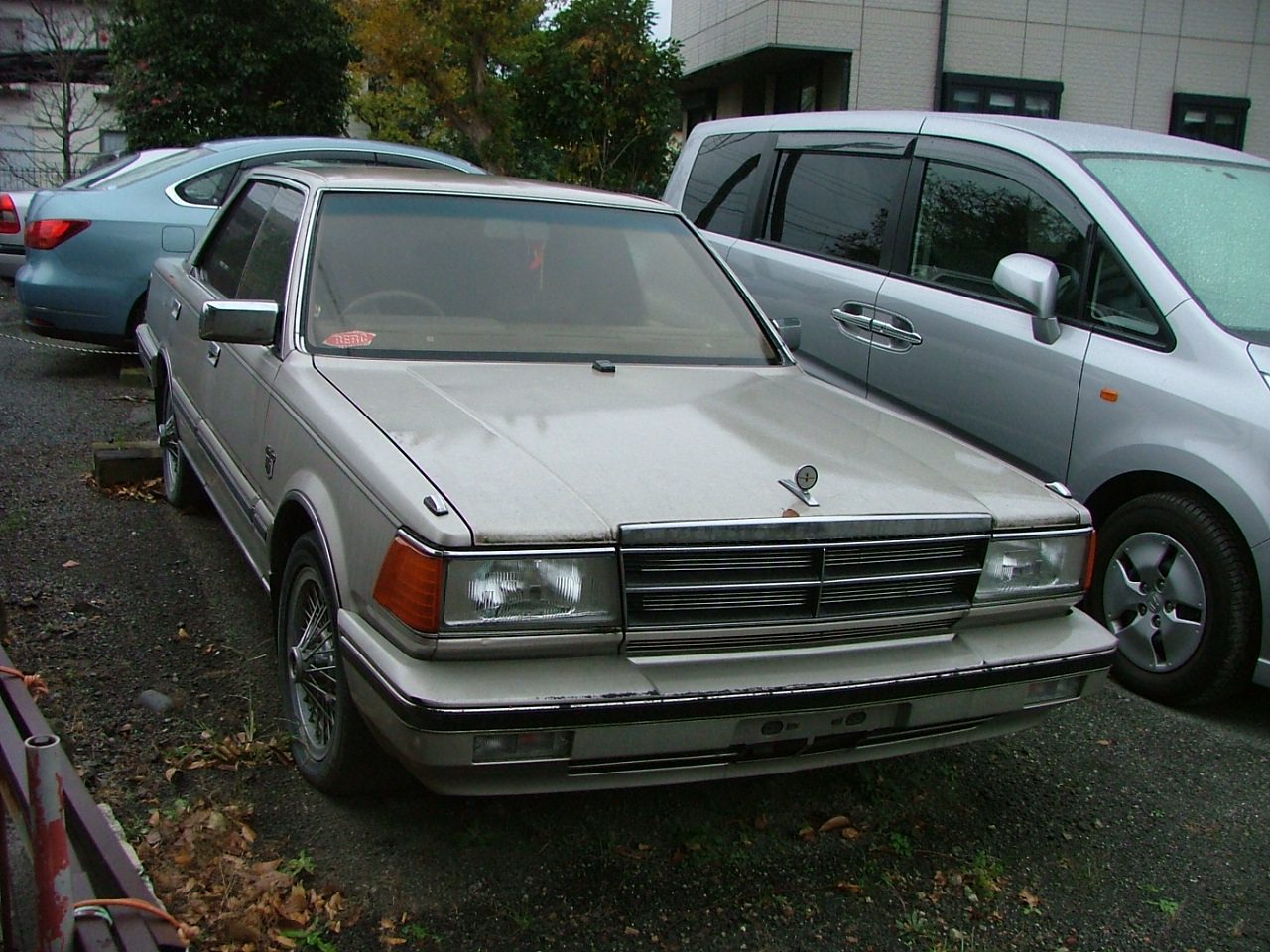
4ドア ハードトップ V30E ブロアムVIP（前期型） 1983年6月 - 1985年6月
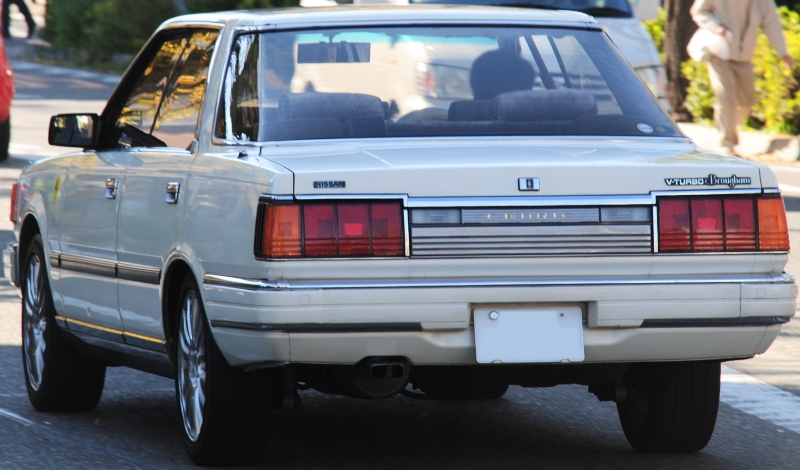
4ドア ハードトップ V20ターボ ブロアム（前期型） リア 1983年6月 - 1985年6月
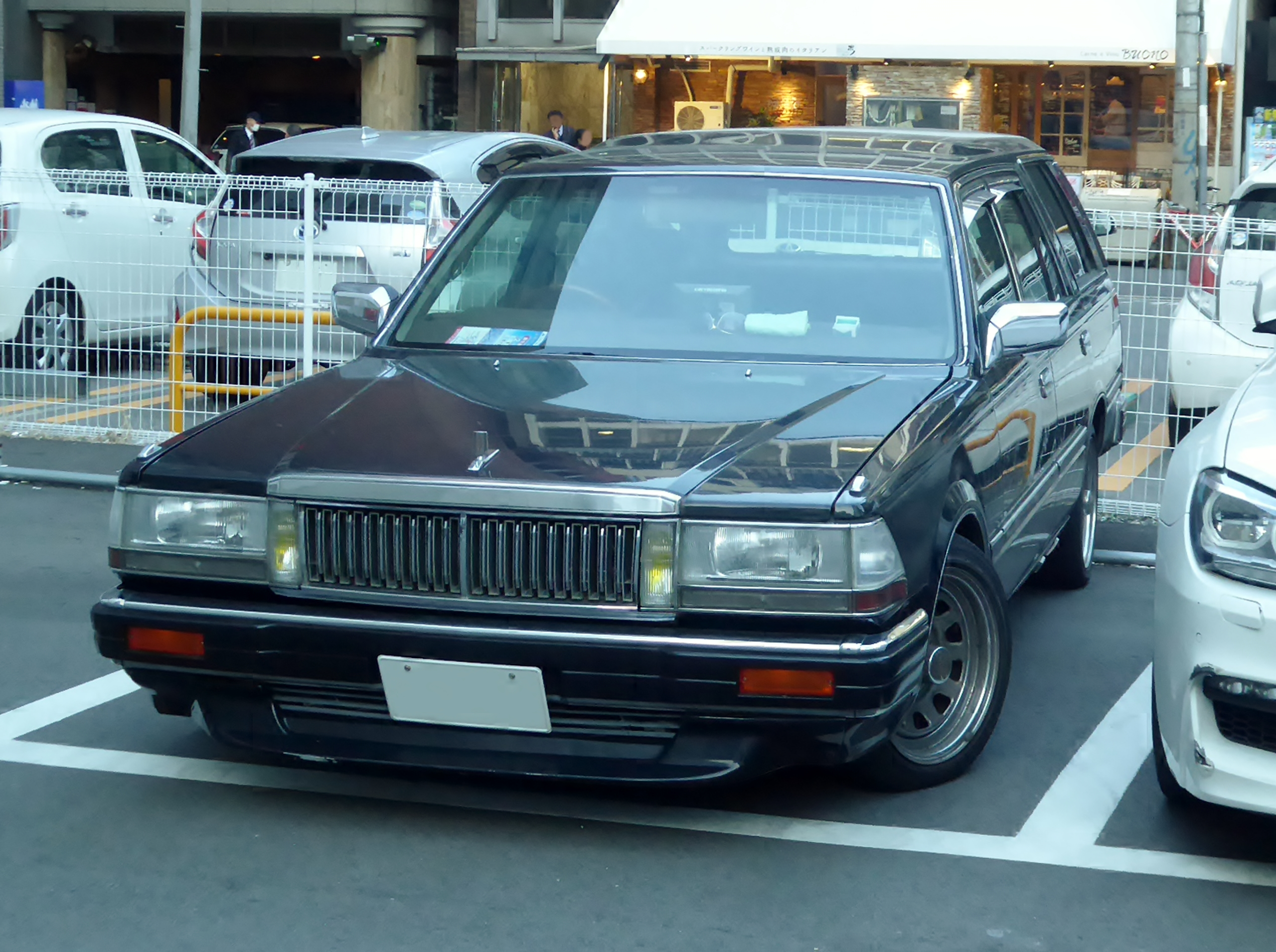
ワゴン GL フロント
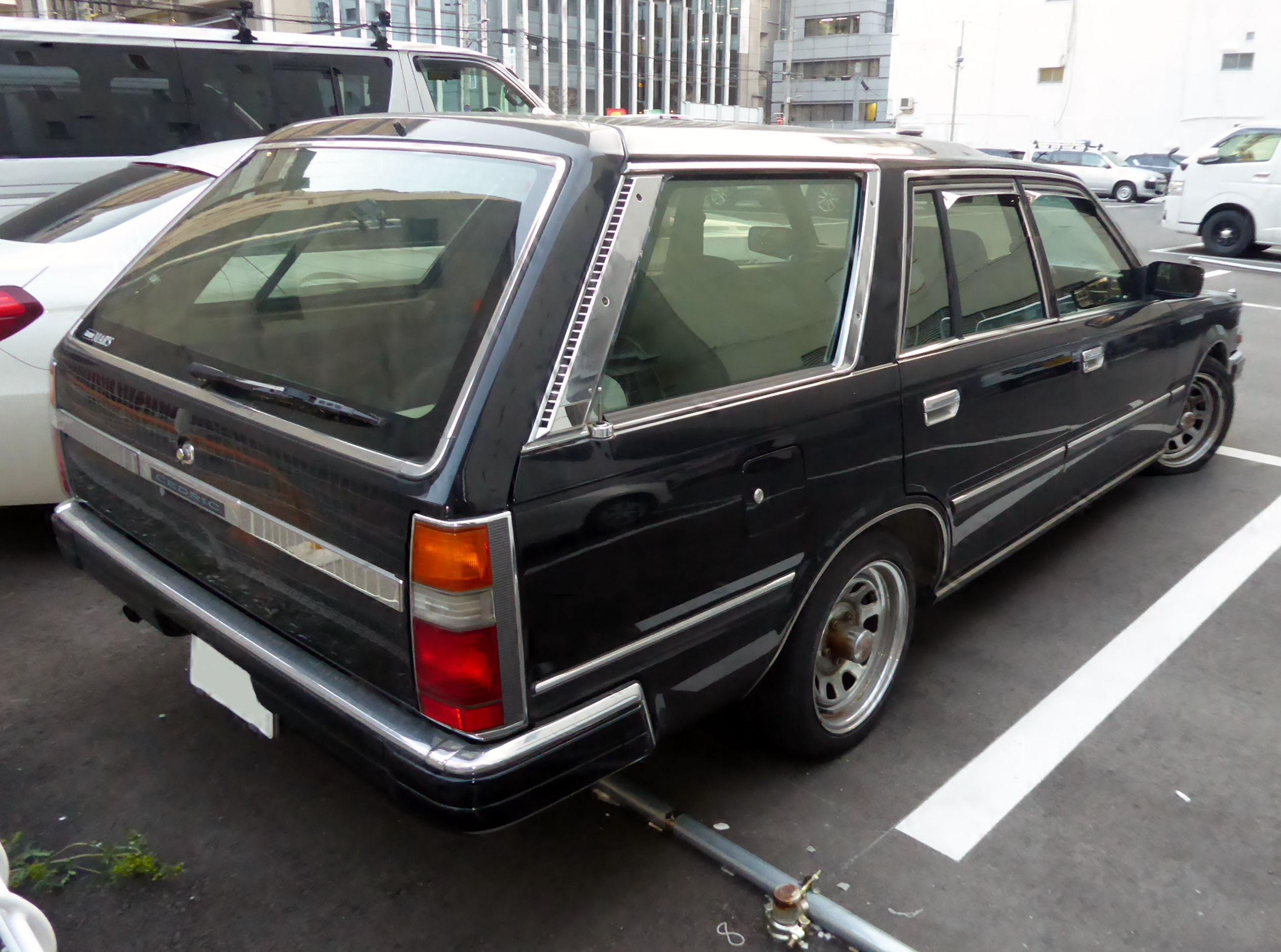
ワゴン GL リア

## 7代目 Y31型系（1987年 - 2014年）
ハードトップ: 1987年 - 1991年
セダン: 1987年 - 2002年
営業車(セダンのタクシーおよびハイヤー仕様): 1987年 - 2014年
潤沢な開発費に恵まれた時期で、エンジニアリング、スタイリング共に大きな変化が見られる世代である。CMには当初坂本龍一、菊池武夫、鈴木エドワードを起用するなど、既存の保守的な層に代わり、より若くアクティブな層をターゲットにした。
従来からの「ブロアム」に加え、901運動の反映でスポーツ性を向上させた「グランツーリスモ (GranTurismo) 」が新たに設定される。デザインも曲線を巧みに使用した張りのあるモダンなものへと変化した。
4ドアハードトップと4ドアセダンのみがY31型系として新規開発され、ステーションワゴンはWY30型の継続生産となった。セド・グロのハードトップとしてはセンターピラーの無い最後の世代であり、また、遅れて発表されたシーマの開発費に予算を取られたことから、歴代セドリックで初めてステーションワゴンやバンが起こされなかったボディでもある。開発主管の三坂はテレビ番組「新車情報」内で、司会の三本和彦にワゴンのモデルチェンジが見送られた件について質問された際には「あれ（ワゴン）は耐久材に近いもの」と答え、先代を継続販売することを表明している。初代シーマのボディはY31セドリック/グロリアのハードトップがベースとなっており、上屋、インナーパネルは共通である。また、インテリアも共通部分が多い。
開発主管の三坂は日産自動車の歴史上初めて文系出身で開発主管に任命された。
エンジンはVG30ET、VG30E、VG20DET、VG20E、RD28、RB20P（LPG仕様）、CA20P（LPG仕様）。グロリア同様、VG20DET型エンジンを初めて搭載した車種であり、セドリック初のDOHCでもある。
ドアハンドルは、当時の日本車では数少ないグリップタイプのものが採用された。これ以降Y34型系まで引き続いて採用されている。
このY31型系から営業車を除くリアサスペンションにセミトレーリングアーム式サスペンション+コイルを採用、セドリック初の4輪独立懸架となる（前輪はマクファーソンストラット+コイル）。フロアAT車のパーキングブレーキ操作がレバーから足踏み式になった。コラムAT車はセダンのみの設定となる。1987年の東京モーターショーにオーテックジャパン製の「セドリック・ロイヤルリムジン」が出品され、後に市販される。最上級グレードのロイヤルセレクションIIIでは車両価格が1300万円以上に達し、プレジデントはおろか、メルセデス・ベンツ・Sクラス560SELやBMW 7シリーズ750iLよりも高価だった。香港とシンガポールなどのアジア圏でもブロアムVIP（中文:公爵VIP）として販売される。このモデルからは欧州枠とオセアニア枠がマキシマへバトンタッチされた。なお、タクシーやハイヤー用途としてこの型は2014年まで生産された（セドリック営業車を参照）。

### 年表
- 1987年6月 - セダン・ハードトップがモデルチェンジ。ワゴン・バンは先代モデルのY30型が継続し生産。
- 1987年9月 - VG20E型エンジン車にブロアムおよびRD28ブロアムの4WAS（4輪ABS）付車追加。
- 1987年12月 - 教習車用ベース車を発売。
- 1988年1月 - モデルチェンジ時から予告していたY31型系をベースとした上級派生車、シーマを販売開始。
- 1988年4月 - 一部改良。フルオートエアコンに「エコノミーモード2」機能追加。
- 1988年6月 - ハードトップのみの設定だった「グランツーリスモ」が新たにセダンにも1車種追加される（V20ツインカムターボ グランツーリスモSV）。ATシフトロックシステム採用。
- 1988年10月 - 特別仕様車「4ドアハードトップ グランツーリスモ スーパーSV」発売。
- 1989年3月 - パーソナル キーの材質を洋白からステンレスに変更。
- 1989年6月 - マイナーチェンジ。リアコンビネーションランプが大幅に変更された。V20ツインカムターボ系を中心としたテコ入れが行われ、VG20DET型エンジンはインタークーラーの追加とハイオク化によって最高出力が185psから210psに向上、同エンジン搭載車にトルクコンバータ式としては世界初の5速E-ATが搭載された。同エンジン搭載のV20ツインカムターボブロアムをバンパーとモールの変更で3ナンバー化（車両寸法はHT:4860×1720×1405mm/セダン:4860×1720×1425mm）。デジタルメーターおよびマルチAVシステムをオプション設定。
- 1989年8月 - サンルーフをオプション設定。
- 1989年9月 - セダンV30ブロアム系に、ホイールベースを155mm延長、リアドアを150mm拡幅したLシリーズを追加（WB2885mm、車両寸法5010×1720×1425mm）。
- 1990年1月 - セドリック30周年記念特別仕様車を発売。
- 1990年3月 - モール類のメッキに火山灰による腐食対策を施した「鹿児島仕様車」を設定。
- 1990年8月 - VG20E・RD28車にブロアムセレクション（3ナンバー車）およびVG30E30・SV（クラシックSVの3リッター版）を追加。VG20DETブロアムに5ナンバー車復活。クラシック・グランツーリスモ車の仕様向上。
- 1990年10月 - グランツーリスモS・グランツーリスモスーパーSVを追加。
- 1991年3月 - VG20E・RD28車にクラシックSを追加。
- 1991年5月[11] - ハードトップの生産終了。在庫対応分のみの販売となる。販売終了前月までの新車登録台数の累計は24万5076台[12]。
- 1991年6月 - ハードトップの販売終了。Y32型にフルモデルチェンジ。

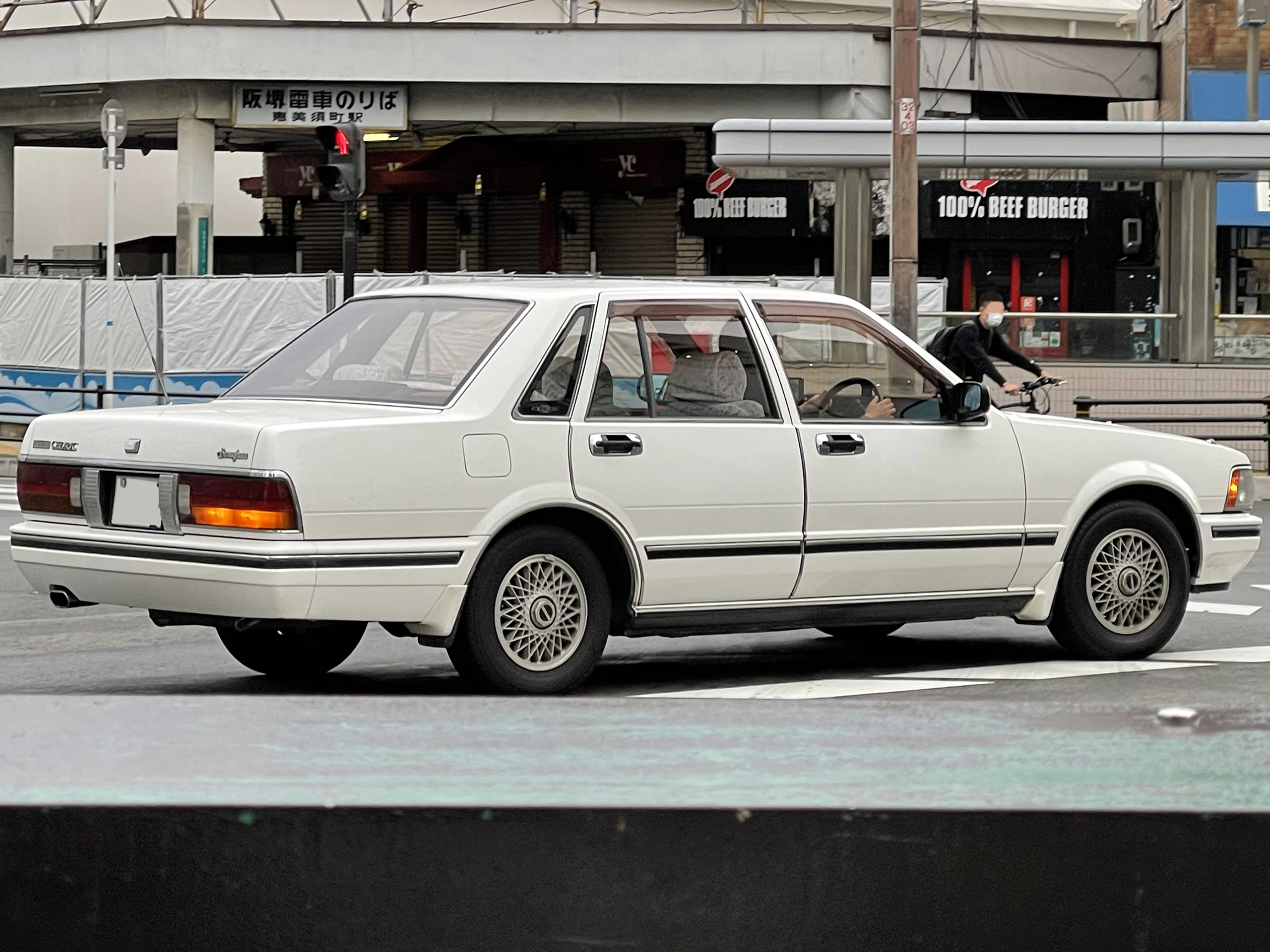
セダン V20E ブロアム（前期型） 1987年6月 - 1989年6月
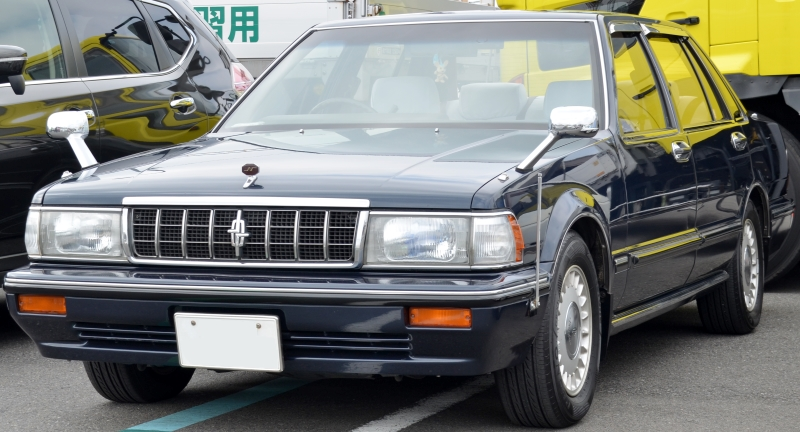
セダン V30E ブロアムL（後期型） 1989年6月 - 1991年6月
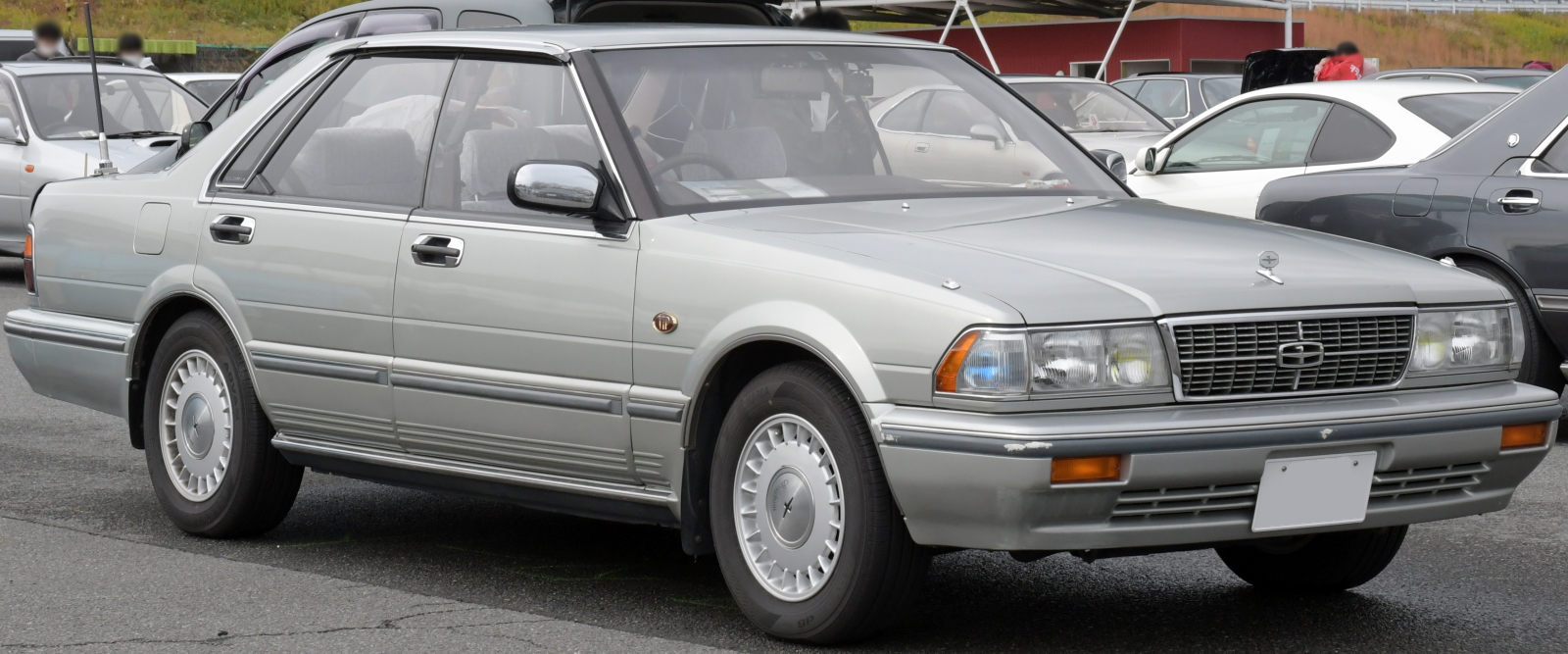
ハードトップ V30E ブロアム VIP（後期型） 1989年6月 - 1991年6月
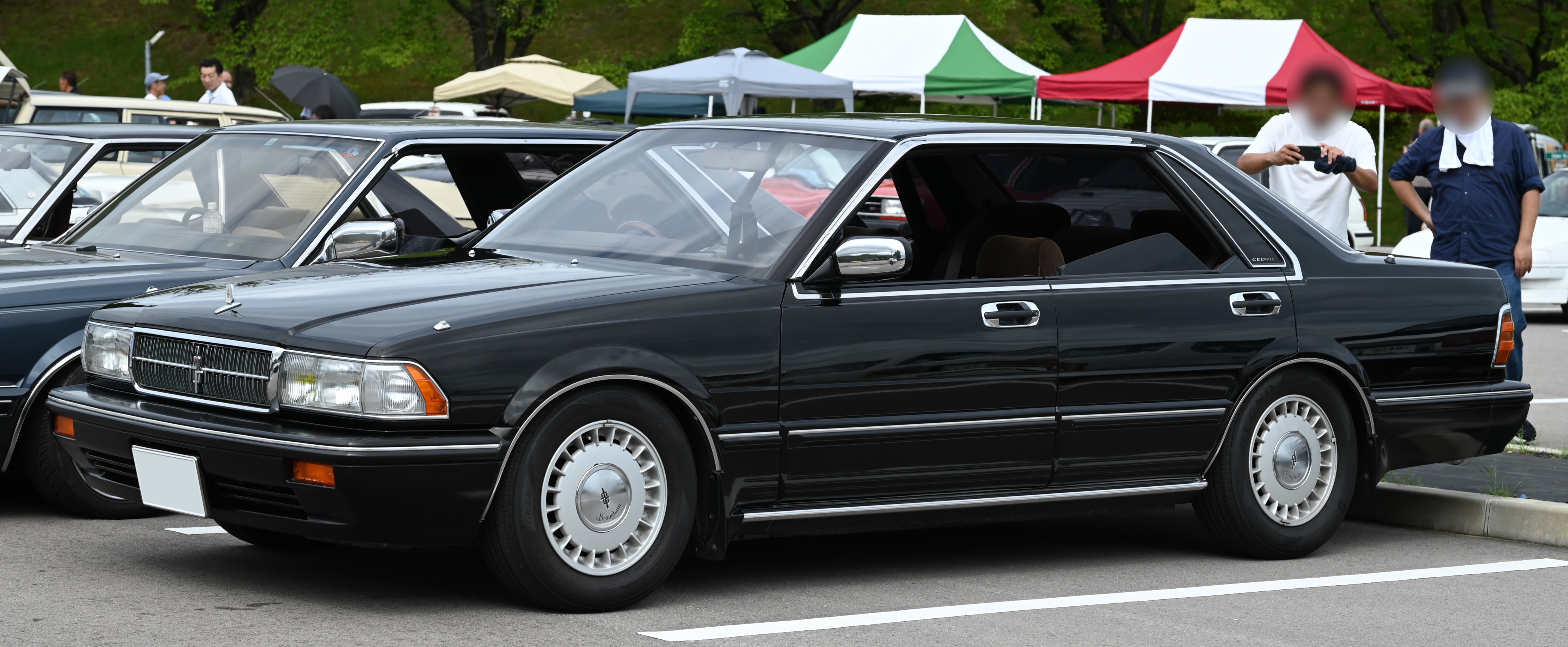
ハードトップ V20ツインカムターボ ブロアム（後期型） 1989年6月 - 1991年6月
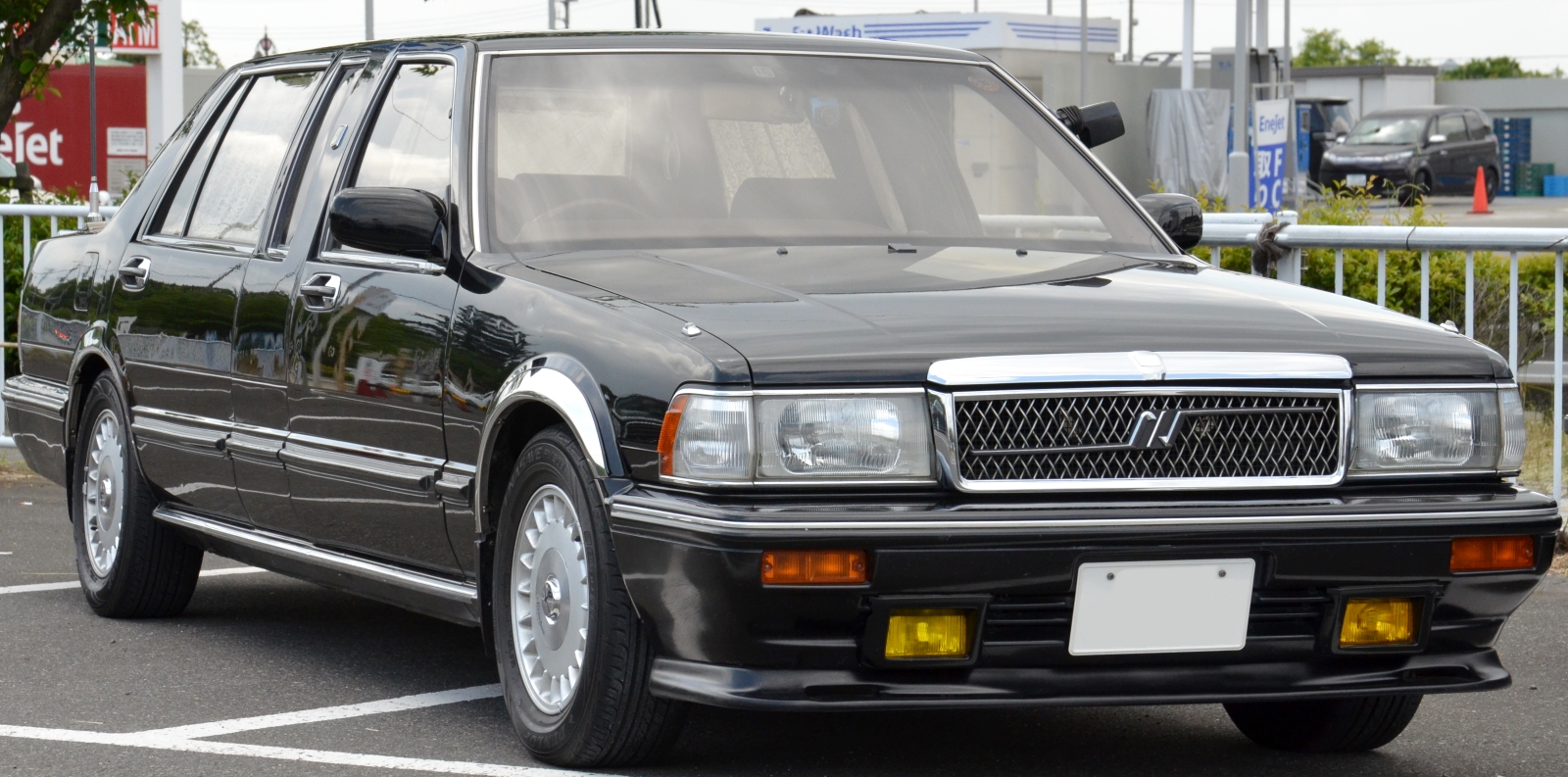
ロイヤルリムジン
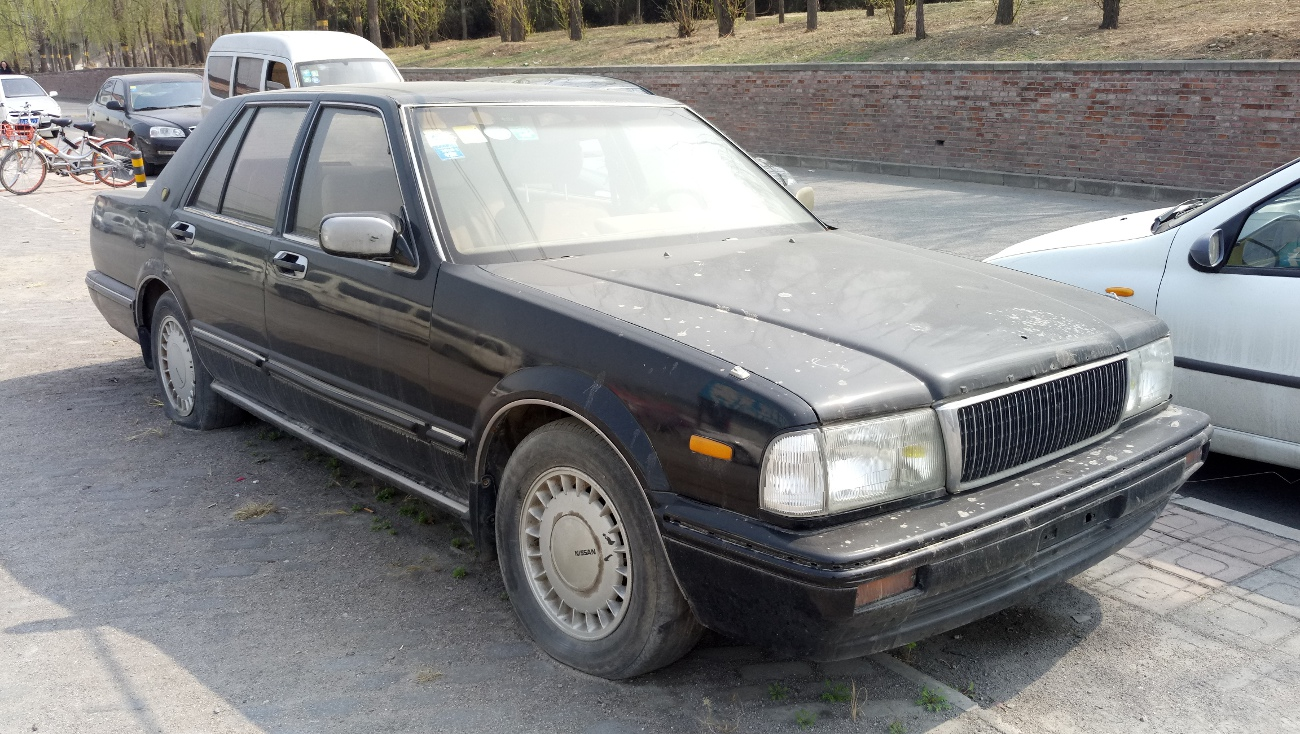
セダン V30E ブロアムVIP 1991年6月 - 1995年8月
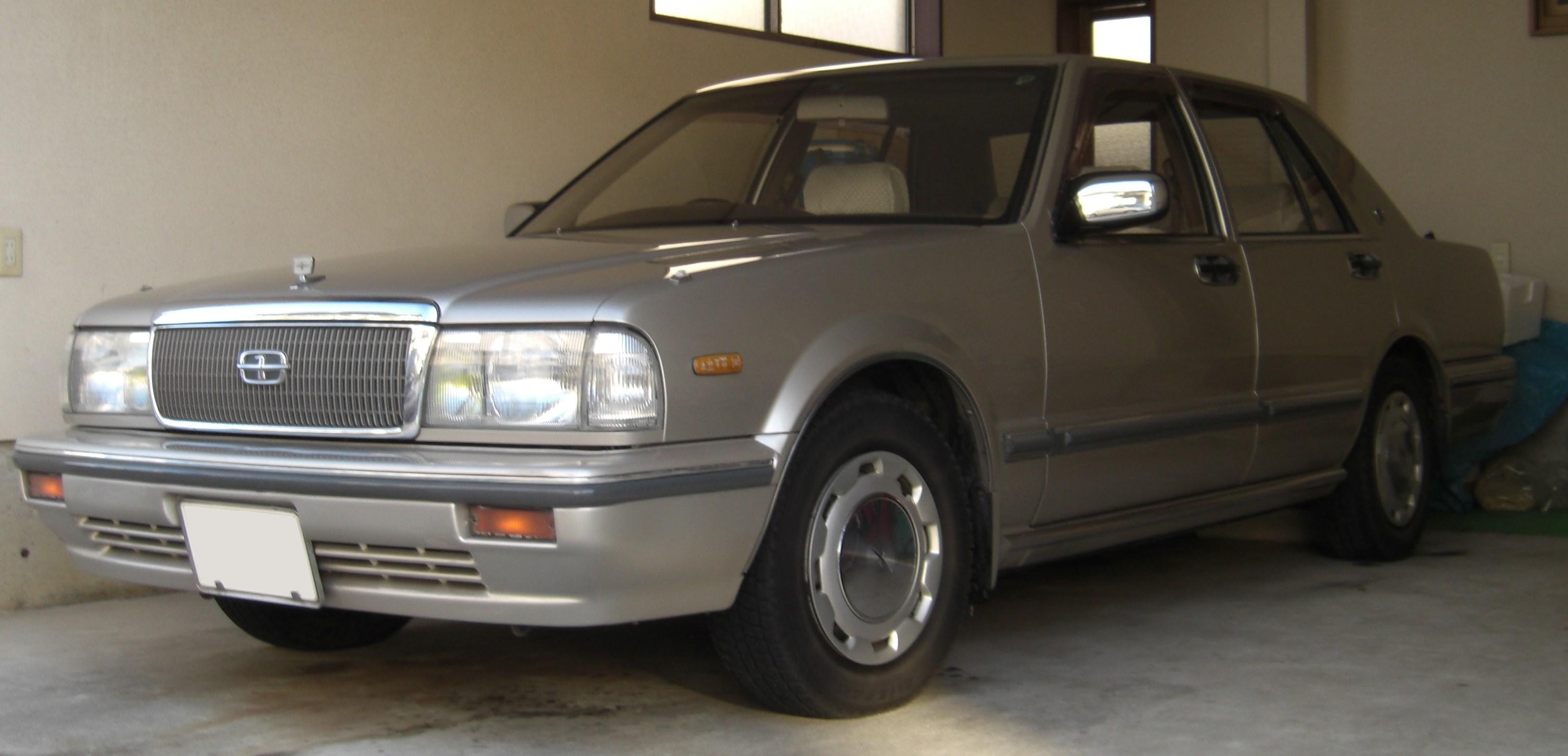
セダン V20E クラシックSV 1991年6月 - 1995年8月
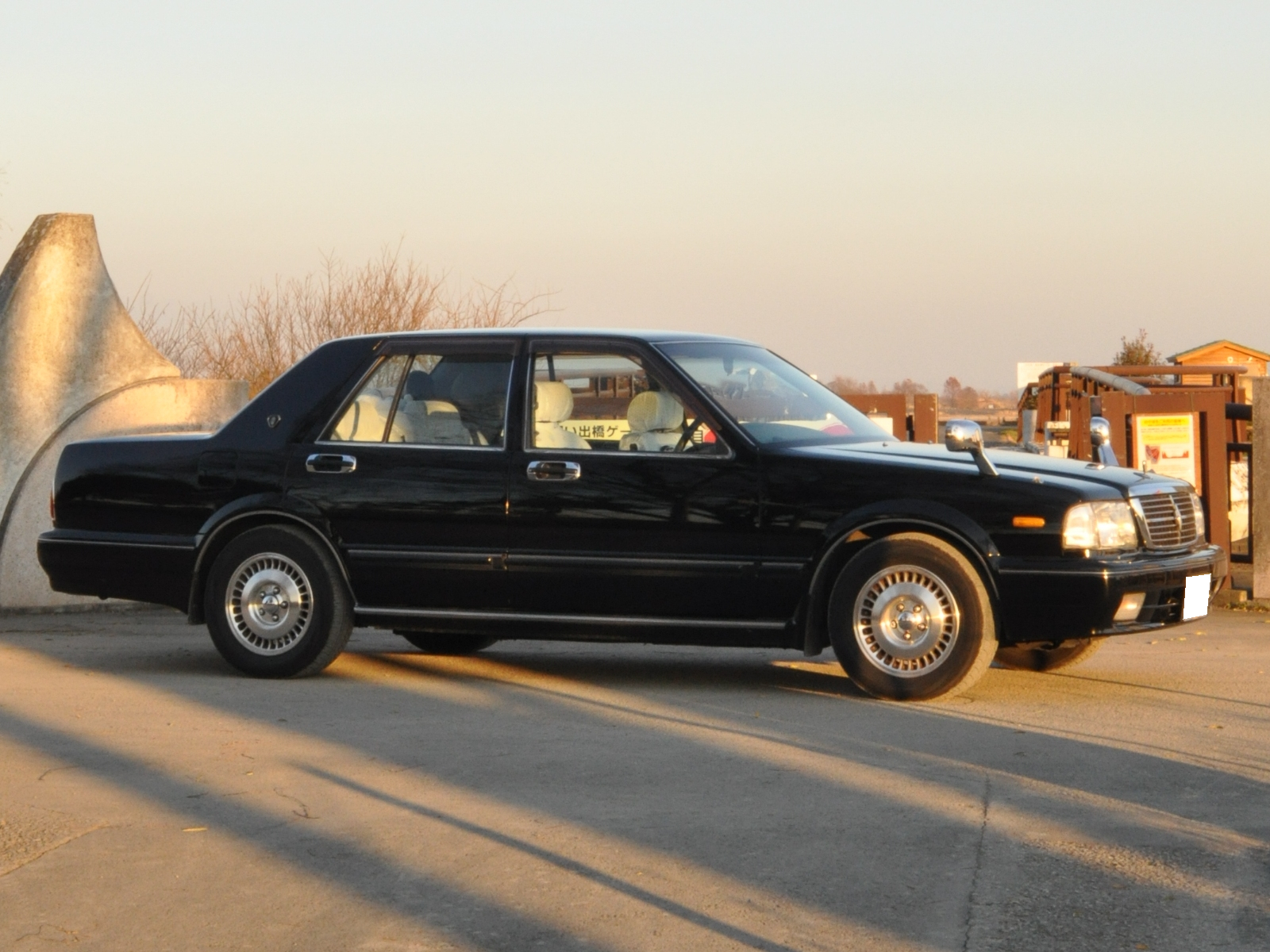
セダン V30E ブロアム 1995年8月 - 2002年8月
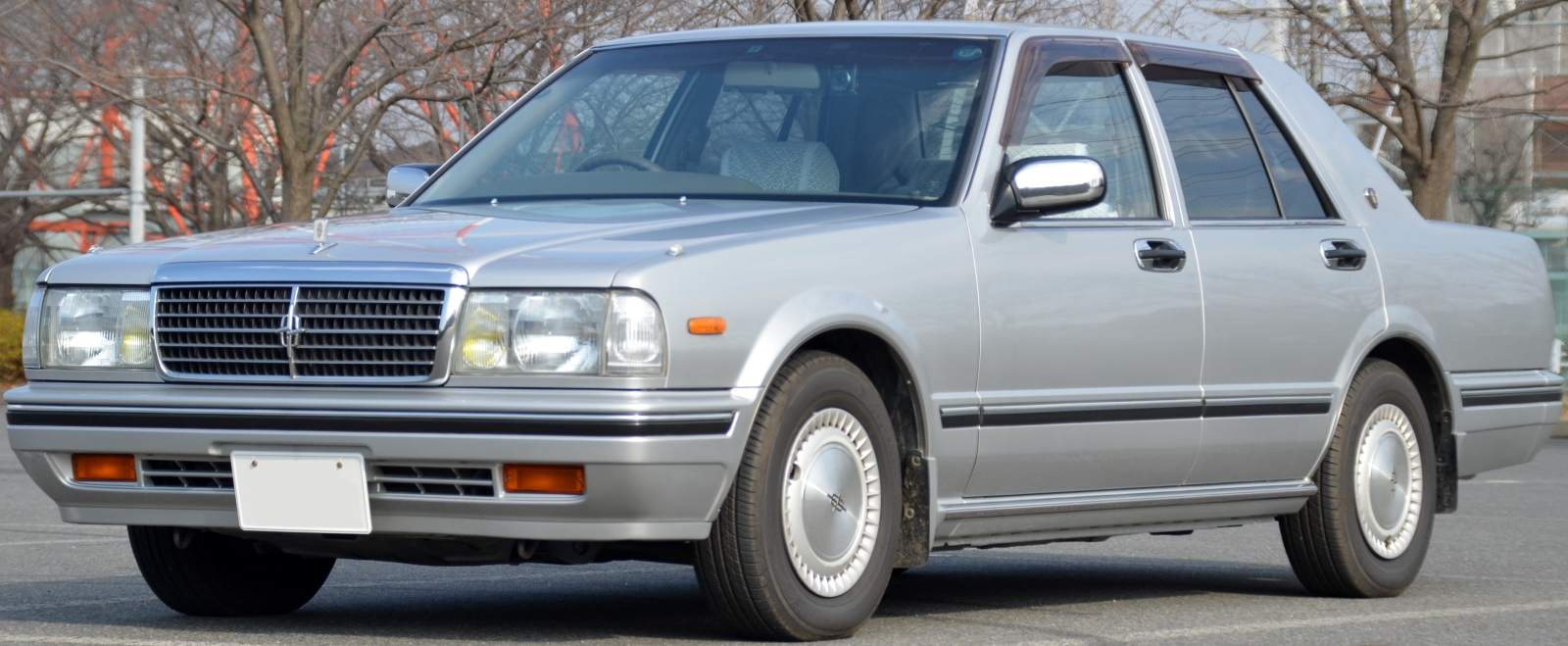
セダン 2000ブロアム（5ナンバー車）

## 8代目 Y32型系（1991年 - 1995年）
ラインナップはセンターピラーの付いたハードトップのみで、セダンはY31型をマイナーチェンジし継続。同期のクラウンの販売不振もあって、再び販売台数でクラウンを上回る。やや若年層よりのスポーティーなグロリアに対し、セドリックではクロームメッキのフロントグリルを使用するなど高級志向の高いユーザーや比較的高い年齢層を狙った位置付けとなった。ブロアム/クラシック系は異型のヘッドランプを採用し、グランツーリスモ系は丸型4灯式を採用。エンジンはVG20E、VG30E、FPY31型シーマに搭載のVG30DE、VG30DETエンジンとディーゼルのRD28を搭載。トランスミッションはMTが廃止されて、AT車 (5E-AT・4E-AT) のみとなった。グレードはブロアムVIP、ブロアムG、ブロアム、クラシックSV、クラシック、グランツーリスモ アルティマ、グランツーリスモSV、グランツーリスモ。パワーウインドウのスイッチやシートの下まで照らす「トータルコーディネート照明」、パーキングブレーキの解除がセンターコンソールのスイッチとインパネ下のノブと2箇所でできる構造、リモコンミラーとパネルライトコントロールのスイッチが収納可能（開ける時はソフトダンパーでゆっくりと出てくる）、アナログ式の時計、短波ラジオチューナー等、バブル景気期の開発ゆえ、過剰な装備や機構が各所に盛り込まれていた。海外向けは、中東と東南アジアに絞られた。香港・シンガポールではこれまで通りハードトップも加わり、セドリックの他にグロリア(海外名グランツーリスモとして)も輸出された。

### 年表
- 1991年6月 - ハードトップがモデルチェンジ。セダンは先代のY31型を継続し生産。
- 1992年2月 - グランツーリスモにお買い得装備を追加したグランツーリスモSが追加。
  - 5月 - 日産車生産累計4000万台達成記念特別仕様車のV30ＥクラシックSVプライムセレクションを追加。
  - 6月 - V30ツインカムターボブロアムをベースにグランツーリスモシリーズの内外装と鍛造アルミロードホイール、デジタルメーターを装備したグランツーリスモ アルティマLVを発売。
- 1993年6月 - マイナーチェンジ。ブロアム系のフロントまわりの部品がグランツーリスモ系と共通化（ヘッドランプは異型2灯のままでフロントグリルがクロム調）。クラシック系はブロアムJに統一。ブロアムGはブロアムVに変更。
- 1994年1月 - 特別仕様車「V30E ブロアムJ・II」「V30E ブロアム-AV・II」「V30E グランツーリスモS・II」を発売。
  - 6月 - ブロアム（VG30DET・VG30DEモデル）・グランツーリスモ アルティマ・グランツーリスモSVにSパッケージを追加。
- 1994年9月 - 「V20Eグランツーリスモ」追加。エンジンはY31系と同じVG20E。
- 1995年
  - 1月 - 「V20Eブロアム」追加。VG20E型に4速E-ATを組合わせる。
  - 5月[13] - 生産終了。在庫対応分のみの販売となる。販売終了前月までの新車登録台数の累計は22万9619台[14]。
  - 6月 - 9代目と入れ替わって販売終了。Y33型にモデルチェンジ。

## 9代目 Y33型系（1995年 - 1999年）

### 年表
- 1995年6月 - モデルチェンジ。前席デュアルエアバッグを全車標準装備した。エンジンはVG30Eのほか、上級グレードには新たにVQ30DE、VQ30DETを搭載。アルミ合金製となり軽量化が図られた。ターボエンジンのVQ30DETは270psを発生。ディーゼルエンジンのRD28も設定。トランスミッションは、旧モデルのY32型で設定のあった電子制御5速ATが搭載されなくなり、電子制御4速ATに統一される。サスペンションはフロントがマクファーソンストラット式、リアがマルチリンク式とされた。このモデルは、グロリアのみ中近東エリア向け左ハンドルの輸出仕様が存在した。[15]また、香港・シンガポール向け仕様にはこれまでのセドリック/グロリアとはせずに「ブロアムVIP/グランツーリスモ」というネーミングで販売していた。
- 1996年1月 - VG20E搭載車を追加。ABSを全車標準装備化。
- 1997年1月 - 特別仕様車「ブロアムLX」「グランツーリスモLX」「ブロアムAV」「グランツーリスモAV」「グランツーリスモLV」「ブロアムLV」を設定。
- 1997年6月 - マイナーチェンジ。2500ccのFR用VQ25DEエンジンと、4WDのアテーサE-TSが追加設定される。アテーサE-TS車は、アテーサE-TSとV型エンジンの組み合わせが上級車であるY33型シーマ用のVH41DEエンジンしか設定されておらず、開発コスト削減のためスカイライン、ローレル、ステージアと共通の直列6気筒のRB25DETを搭載した。オドメーターとトリップメーターを液晶化した。
- 1998年
  - 1月 - 特別仕様車としてVQ25DE車ブロアムプライムエディションとグランツーリスモプライムエディションを追加。
  - 5月6日 - 特別仕様車としてVQ30DE車ブロアムプライムエディションとグランツーリスモプライムエディション、VQ25DE車ブロアムエクストラエディションとグランツーリスモエクストラエディションを追加。
- 1999年
  - 5月[16] - 生産終了。在庫対応分のみの販売となる。販売終了前月までの新車登録台数の累計は14万4904台[17]。
  - 6月 - 10代目と交代して販売終了。Y34型にフルモデルチェンジ。

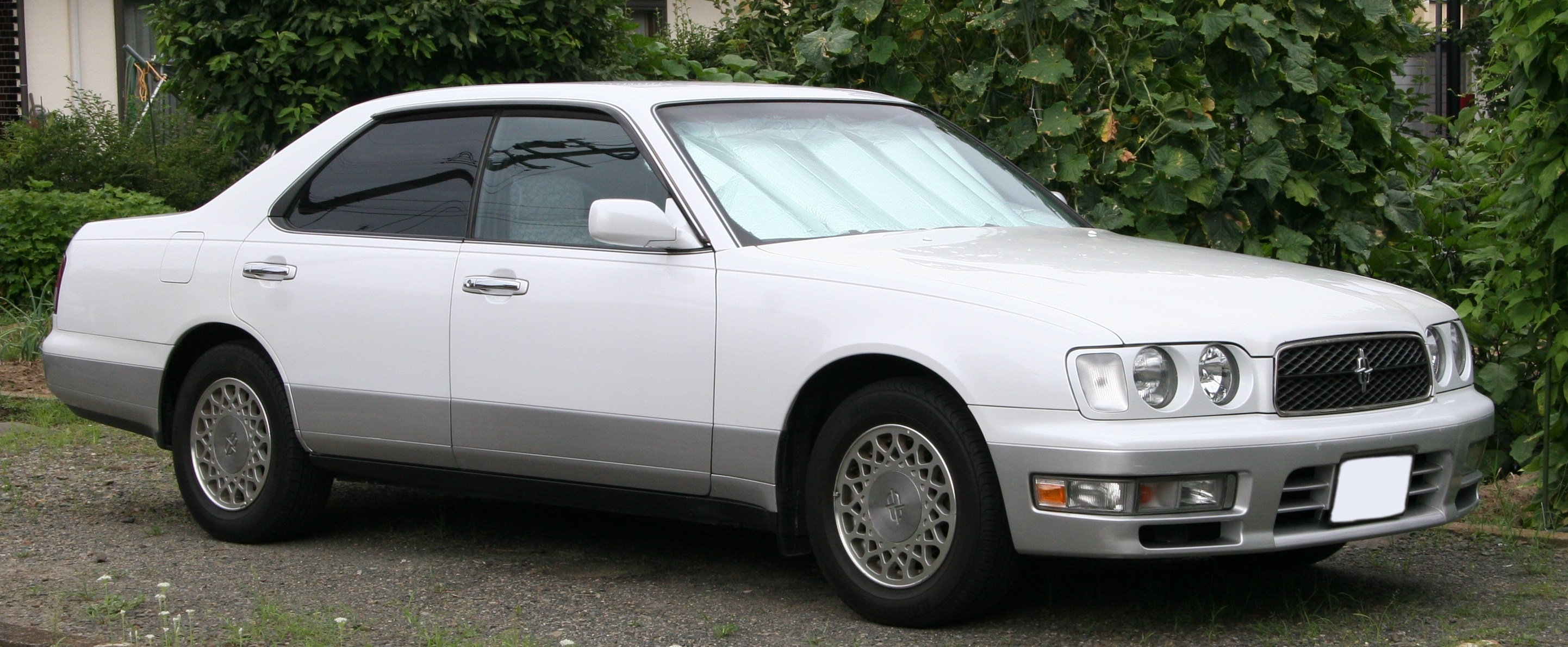
3.0 グランツーリスモ アルティマ（前期型） フロント 1995年6月 - 1997年6月
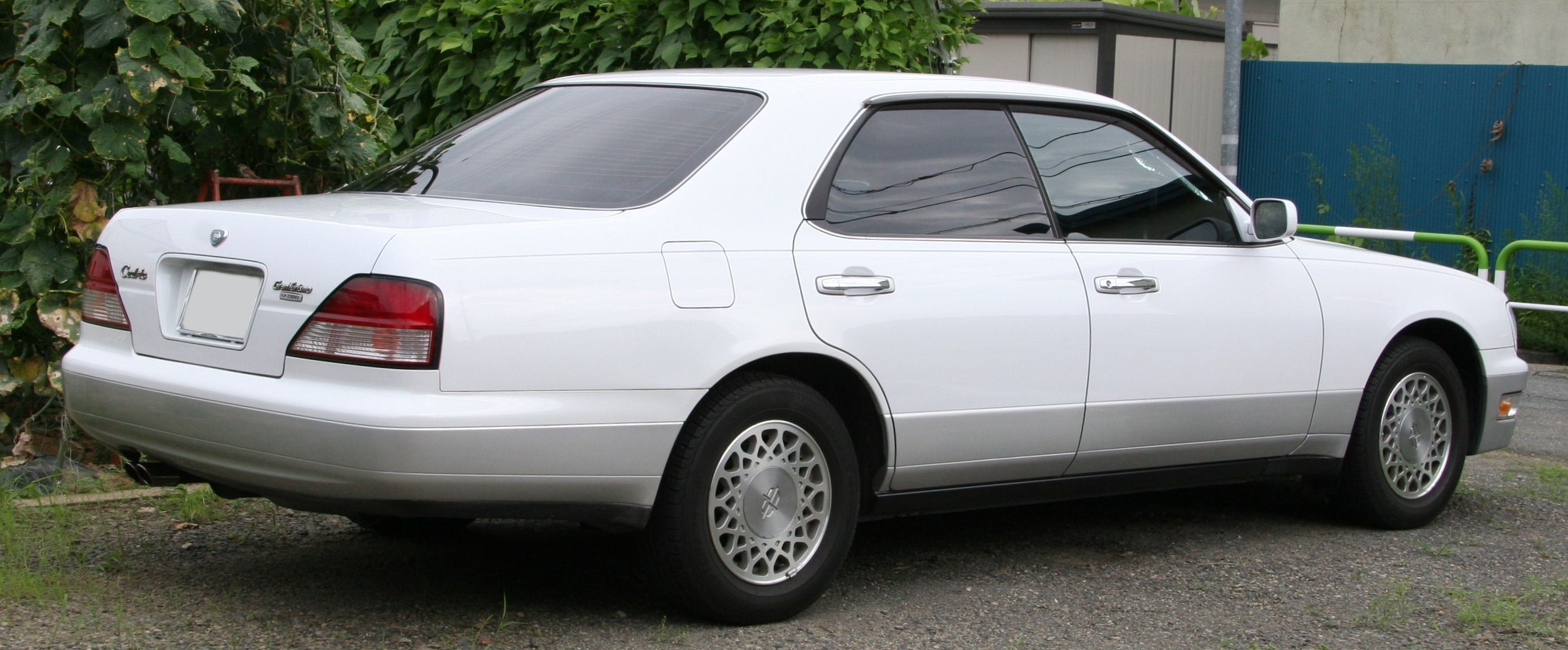
3.0 グランツーリスモ アルティマ（前期型） リア 1995年6月 - 1997年6月
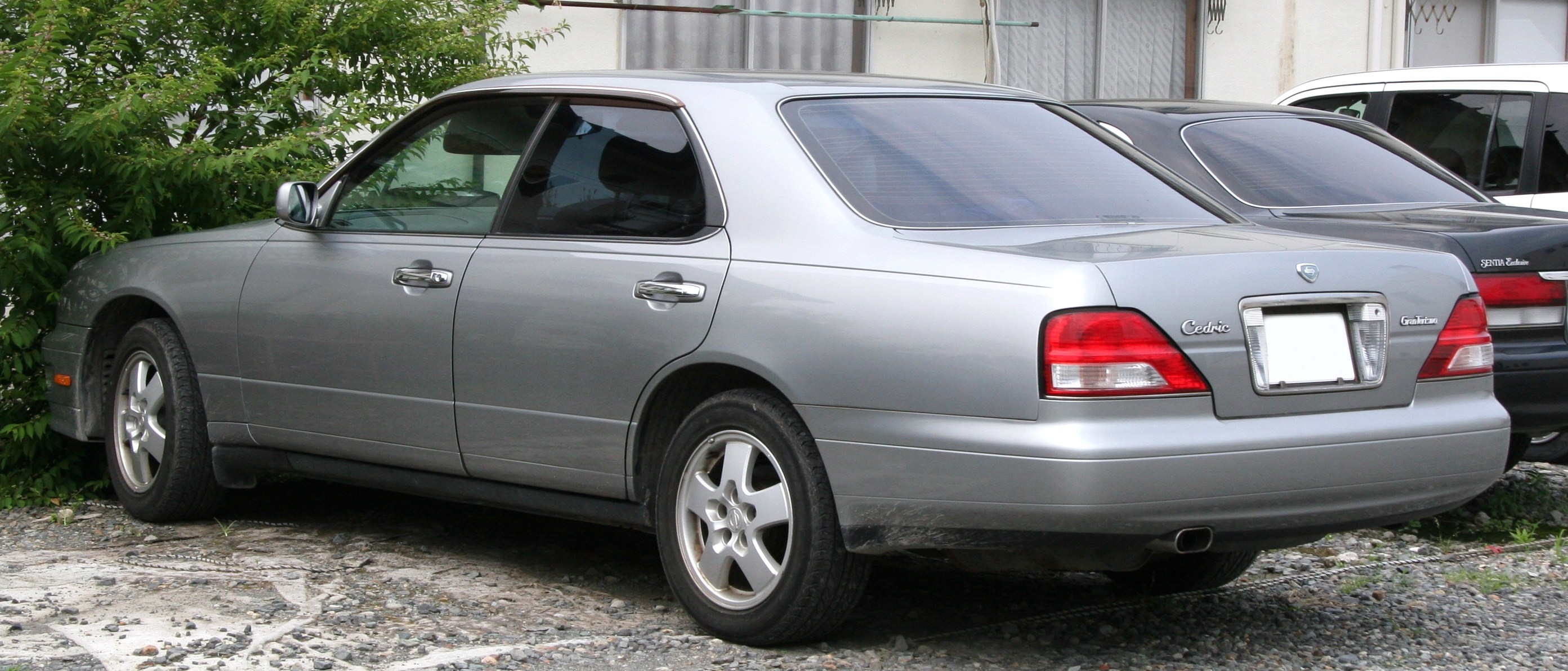
3.0 グランツーリスモ SV（前期型） リア 1995年6月 - 1997年6月
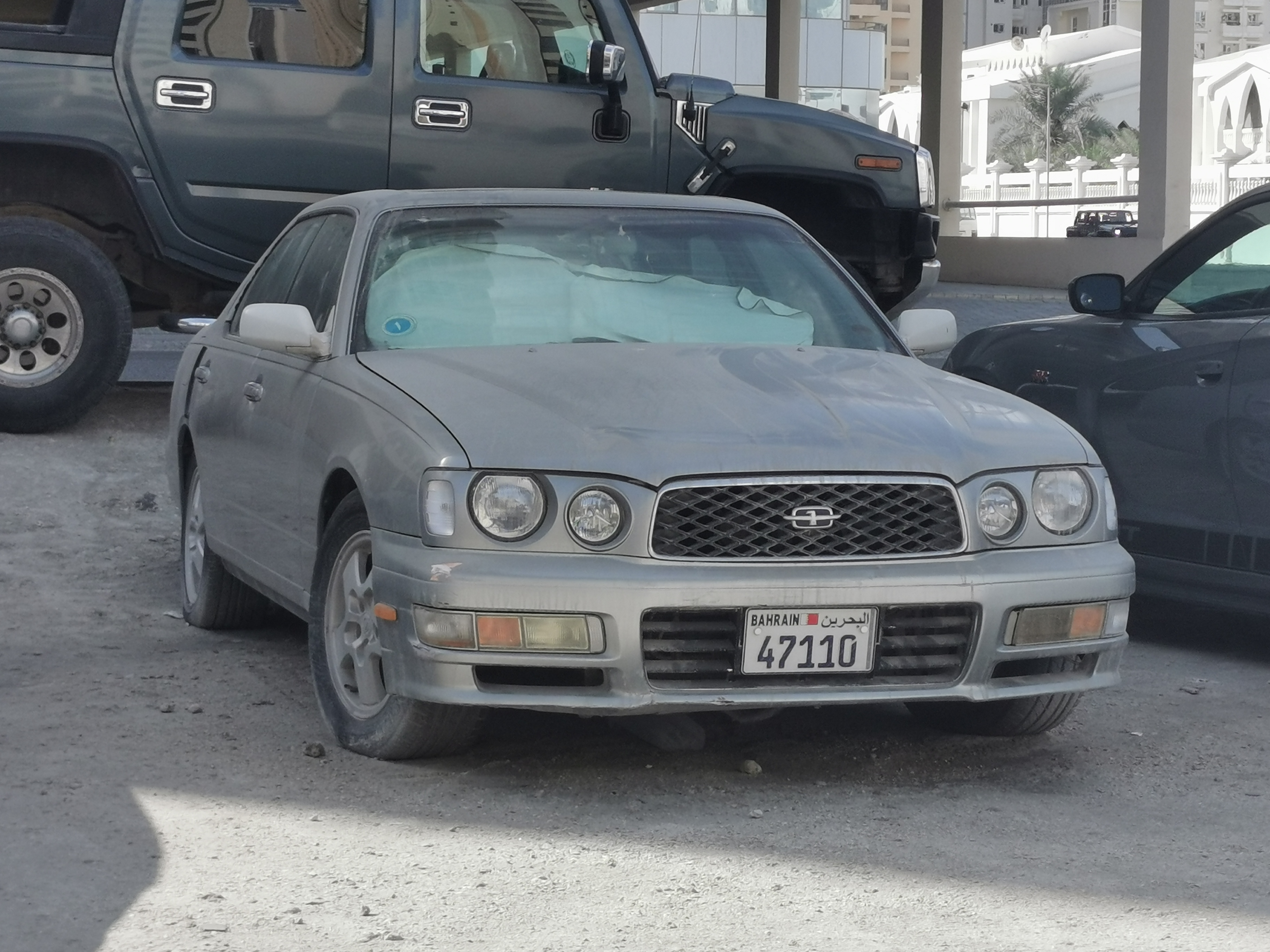
3.0 グランツーリスモ アルティマ（後期型） 1997年6月 - 1999年6月

## 10代目 Y34型系（1999年 - 2004年）
新世代LLクラスプラットフォームをベースに開発された。先代までのブロアムシリーズのノーブルさをセドリックの個性とする「1ブランド1モデル」とし、グランツーリスモシリーズはグロリアに統合された。液晶モニターを標準装備し、ここにエアコンの状態やカーステレオのチャンネル表示などを集約した。非タッチパネルで、カーソルで操作する。ディーラーオプションで（アナログ）テレビチューナーを装着可能。カセットプレイヤーはインパネ底部に配置されている。搭載エンジンは直噴技術であるNEO Diシステムを採用したV型6気筒DOHC VQ30DD型、VQ25DD型、280psを発生するターボ付VQ30DET型、および四輪駆動車専用の直列6気筒DOHCターボ付RB25DET型の4機種。海外仕様では唯一香港でグロリアとして販売されたが、このカテゴリーで輸出が途絶えた。

### 年表
- 1999年6月28日 - モデルチェンジ。
- 1999年11月 - 無段変速機「エクストロイドCVT」搭載モデル「300VIP-Z」および「300LX-Z Sパッケージ」販売開始。本木目パネルなどシーマに匹敵するような豪華装備を搭載し値段も500万円を超えた。また、既販車に電動フェンダーミラーおよびLSDがオプション設定される。[19]
- 2000年1月7日 - 40周年記念車「40th anniversary」を発売。記念キー、記念エンブレムなどを装備した。同時に専用のフロントバンパー、フロントグリル、サイドシルプロテクター、リアエンブレム、リヤバンパーなどが装備されたオーテックジャパンの手による特別仕様車「AUTECH（オーテック）」を発売。搭載エンジンはVQ30DET型。
- 2000年6月7日 - 特別仕様車「AUTECH」のグレード名を「300AX」に変更し、VQ25DD型を搭載する「250AX」、「プレミアムリミテッド」追加。
- 2000年10月30日 - 「アイボリーレザーパッケージ」を追加。
- 2001年5月 -250Lをベースにする特別仕様車「250L NAVIエディション」を発売。DVD方式のTV/ナビゲーションシステムに車両情報表示機能付きの7インチワイド液晶モニター、トップシェード付フロントガラスを特別装備する。
- 2001年12月4日 - マイナーチェンジ。日産のCIおよびフロントグリルとリヤコビランプのデザイン変更がなされたほか、特別仕様車「300AX」にVQ30DD型搭載車を設定した。車名ロゴがグロリアと同様、NE-01の「CEDRIC」に変更された。さらに大幅なグレード整理を行った。バーチャルビジョンメーター（デジタルメーター）のオプション設定を廃止した。
- 2002年3月 - 第102回ニューヨーク国際オートショーに、Y34型をベースとする北米専用車「インフィニティ・M45」を出品。F50型シーマの北米向けである「インフィニティ・Q45」と同じVK45DE型エンジンを搭載する。なお、この年でセドリックセダンが生産終了した。
  - 9月 - RB25DET が260 psから250 psにダウン。
  - 11月 -特別仕様車「300LV NAVIエディション」を発売。
- 2003年5月 -特別仕様車「250L NAVIエディション 70th」を発売。
  - 10月 -特別仕様車「250L NAVIエディション 70th-II」を発売。
- 2004年1月 -特別仕様車「NAVIエディションII」、「NAVIエディションII本革パッケージ」を発売。
- 2004年4月7日 - グレード整理。ターボモデル（VQ30DET搭載車）廃止。
- 2004年9月[20] ｰ オーダーストップに伴い生産終了。以降は在庫対応分のみの販売となる。
- 2004年10月14日 - 後継車の「フーガ」に系譜をバトンタッチし、販売終了。これにより、自家用向けモデルとしては44年間の歴史に幕を閉じたが、並行して生産していたY31型セダンのセドリック営業車はその後も2014年まで生産・販売が継続された。新車登録台数の累計は6万4121台[21]。

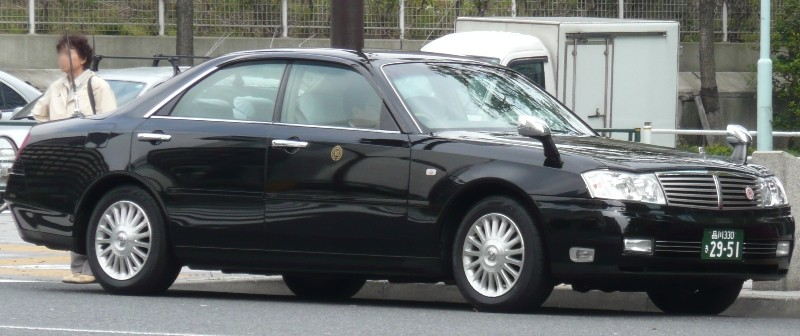
後期型

## 車名の由来
フランシス・ホジソン・バーネットの小説「小公子」の主人公、セドリックに由来。当時の川又克二社長が命名した。

## その他
- ティアナ(J32型以降)の中国における上級仕様に「セドリック」を意味する中国語の「公爵」の名が冠されている（中国名：天籁公爵 日本語に翻訳すると「ティアナ・セドリック」）。製造・販売を担当する東風汽車有限公司のウェブサイト上では過去のセドリックが紹介されている中、J32型が「11代目」、L33型が「12代目」のセドリックとして紹介されている[22]。ただし英語名及び、トランクリッドに取り付けられている車名を表すエンブレムは「TEANA CEDRIC」などでは無く「TEANA VIP」である。
- 鉄道カメラマンの坪内政美が走行距離2500kmのY33系を中古で購入し乗り続けた結果、2023年に走行距離が100万kmを超えたことが話題となった[23]。トランスミッションの交換などは大がかりな整備は行ったが、エンジンは好調でオーバーホールはしていない[23]。メンテナンスを依頼しているディーラーが記念として坪内を表彰したニュースを知った日産からエンジンの分解調査があったが、坪内は辞退して走行を続けさらに1万kmを走行しているという[23]。なおY33系のオドメーターはデジタル式であるが「999999」以降は表示が変らないため、坪内は車検に備えトリップメーターを使って走行距離を詳細に記録している[23]。2023年3月に石川県・能登半島に撮影に出かけた際に現地で故障。自走で高松に戻ったが、エンジンが故障し修理も困難という診断が下り、約6万kmを走った中古エンジンに換装した[24]。載っていたVQ25エンジンは102万km以上を走行したが内部は汚れも無くカムシャフトの状態も比較的良好であった[24]。またエンジンは日産が研究のために引き取った[24]。

## 取扱販売店
モーター店 （ローレル販売会社） →日産・ブルーステージとレッド&ブルーステージ（全系列取扱店）での取扱となった。ただし、Y31型セダンは99年8月の一部改良以降全販売会社。また、CMではセドリック販売会社、セドリック・ローレル販売会社表記もあった。